# Historia de Guyarat
La historia del estado de Guyarat comienza con los vestigios encontrados de antiguos asentamientos de la Edad de Piedra, seguidos de asentamientos del Calcolítico y de la Edad de Bronce, así como de yacimientos de la civilización del valle del Indo. Las ciudades costeras de Gujarat, principalmente Bharuch, sirvieron como puertos y centros comerciales en los imperios Nanda, Maurya, Satavahana y Gupta, así como durante el período Sátrapas occidentales. Después de la caída del imperio Gupta en el siglo VI, Gujarat floreció como un estado hindú-budista independiente. La dinastía Maitraka, descendiente de un general del imperio Gupta, gobernó el reino de Valabhi del siglo VI al VIII, aunque fueron gobernados brevemente por Harsha durante el siglo VII. Los gobernantes árabes de Sindh saquearon Vallabhi en 770, poniendo fin al reino de Valabhi. En 775, los primeros refugiados parsis (zoroastrianos) llegaron a Gujarat desde el Gran Irán.
Tras la fragmentación de Gujarat en numerosos principados durante el siglo IX, la dinastía Chaulukya reunificó la región y estableció el reino de Gujarat. Entre 1297 y 1300, Alauddin Khalji, sultán túrquico del sultanato de Delhi, destruyó Anhilwara e incorporó Gujarat al sultanato de Delhi. Tras el saqueo de Delhi por Tamerlán a finales del siglo XIV, que debilitó al Sultanato, el gobernador de Gujarat, Zafar Khan Muzaffar, afirmó su independencia y estableció el sultanato de Gujarat; su hijo, el sultán Ahmed Shah I (gobernó entre 1411 y 1442), reestructuró Ahmedabad como capital. A principios del siglo XVI, la invasión de Gujarat por parte de Rana Sanga debilitó el poder del sultanato, ya que este se anexionó el norte de Gujarat y designó a su vasallo para gobernar allí. Sin embargo, tras su muerte, el sultán de Gujarat recuperó el reino e incluso saqueó el fuerte de Chittorgarh en 1535. El sultanato de Gujarat se mantuvo independiente hasta 1576, cuando el emperador mogol Akbar lo conquistó y lo anexioó al Imperio mogol como provincia. Surat se había convertido en el puerto más importante y principal de la India durante el dominio mogol.
Portugal fue la primera potencia europea en llegar a Guyarat, adquiriendo diversos enclaves a lo largo de la costa; enclaves que incluían Damán y Diu así como Dadra y Nagar Haveli. La Compañía Británica de las Indias Orientales estableció una fábrica en Surat en 1614 que se convirtió en su primera base en la India. Estuvo eclipsada por Bombay después de que los británicos la adquirieran en 1668.
Más tarde en el siglo XVIII, partes de Gujarat quedaron bajo el control del estado de Baroda, un reino dentro de la Confederación maratha. La Compañía Británica de las Indias Orientales arrebató el control de gran parte de Gujarat a los marathas durante la segunda guerra anglo-maratha. Muchos gobernantes locales, incluidos los Gaekwads de Baroda, hicieron las paces con los británicos y reconocieron la soberanía británica a cambio de conservar el autogobierno local. Gujarat quedó bajo la autoridad política de la Presidencia de Bombay, con la excepción del estado de Baroda, que tenía una relación directa con el Gobernador General de la India. De 1818 a 1947, la mayor parte del Gujarat actual, incluidos Kathiawar, Kutch y el norte y el este de Gujarat, se dividieron en cientos de estados principescos, pero varios distritos en el centro y sur de Gujarat fueron gobernados directamente por la Presidencia de Bombay. Mahatma Gandhi, considerado el «padre de la nación»India, fue un gujarati que lideró el Movimiento de Independencia de la India contra el dominio británico.
Gujarat se convirtió en un estado de la India el 1 de mayo de 1960 mediante la división del estado de Bombay según criterios lingüísticos. La capital se estableció en Ahmedabad pero en 1970 se trasladó a la ciudad de Gandhinagar. De 1960 a 1995, el Congreso Nacional Indio mantuvo el poder en la Asamblea Legislativa de Gujarat, mientras que otros partidos políticos gobernaron durante mandatos incompletos en las décadas de 1970 y 1990. El Partido Bharatiya Janata ha estado en el poder desde 1998.
El 26 de enero de 2001, un devastador terremoto asoló la zona de Guyarat. El resultado fue de más de 20.000 muertos, otros 200.000 heridos y más de 40 millones de afectados. Las pérdidas económicas fueron así mismo muy cuantiosas.

## Historia temprana (antes del 4000 a.C.)
La historia cultural de Gujarat se remonta al Pleistoceno Medio. Las tierras de Gujarat han estado habitadas continuamente desde el Paleolítico Inferior (aprox. 200.000 años antes del presente). Se han descubierto varios yacimientos de la Edad de Piedra en los lechos de los ríos Sabarmati, Mahi y Narmada inferior de Gujarat.
Los yacimientos del Paleolítico Medio se encuentran en Kutch, Jamnagar, Panchmahals, el valle de Hiran en Saurashtra y Vapi y Lavacha en el distrito de Valsad. También se han investigado yacimientos del Paleolítico Superior de Visadi, Panchmahals, Bhamaria, Kantali, Palanpur y Vavri. Los artefactos del Paleolítico Medio (c. 45.000-25.000 a. C.) y Tardío incluyen hachas de mano, cuchillas, herramientas de corte, barrenas, puntas y raspadores. Los yacimientos en los lechos de los ríos Kutch y Bhadar en Saurashtra también han proporcionado herramientas de la Edad de Piedra. Bhandarpur, cerca del valle de Orsang, es rico en herramientas paleolíticas. Otros yacimientos similares son Hirpura, Derol, Kapadvanj, Langhnaj y Shamlaji.
En Gujarat se encuentran más de 700 yacimientos que pueden adscribirse al Mesolítico/Microlítico, datadas entre el 7000y el 2000 a. C., divididas en los períodos Precalcolítico y Calcolítico. Los yacimientos mesolíticos más destacados son los de Langhnaj, Kanewal, Tarsang, Dhansura, Loteshwar, Santhli, Datrana, Moti Pipli y Ambakut. Los habitantes del Mesolítico eran cazadores-recolectores nómadas, algunos de los cuales se dedicaban a la cría de ovejas, cabras y ganado vacuno. Se han encontrado herramientas neolíticas en Langhnaj, al norte de Gujarat.

## Calcolítico a la Edad del Bronce (4000-1300 a.C.)

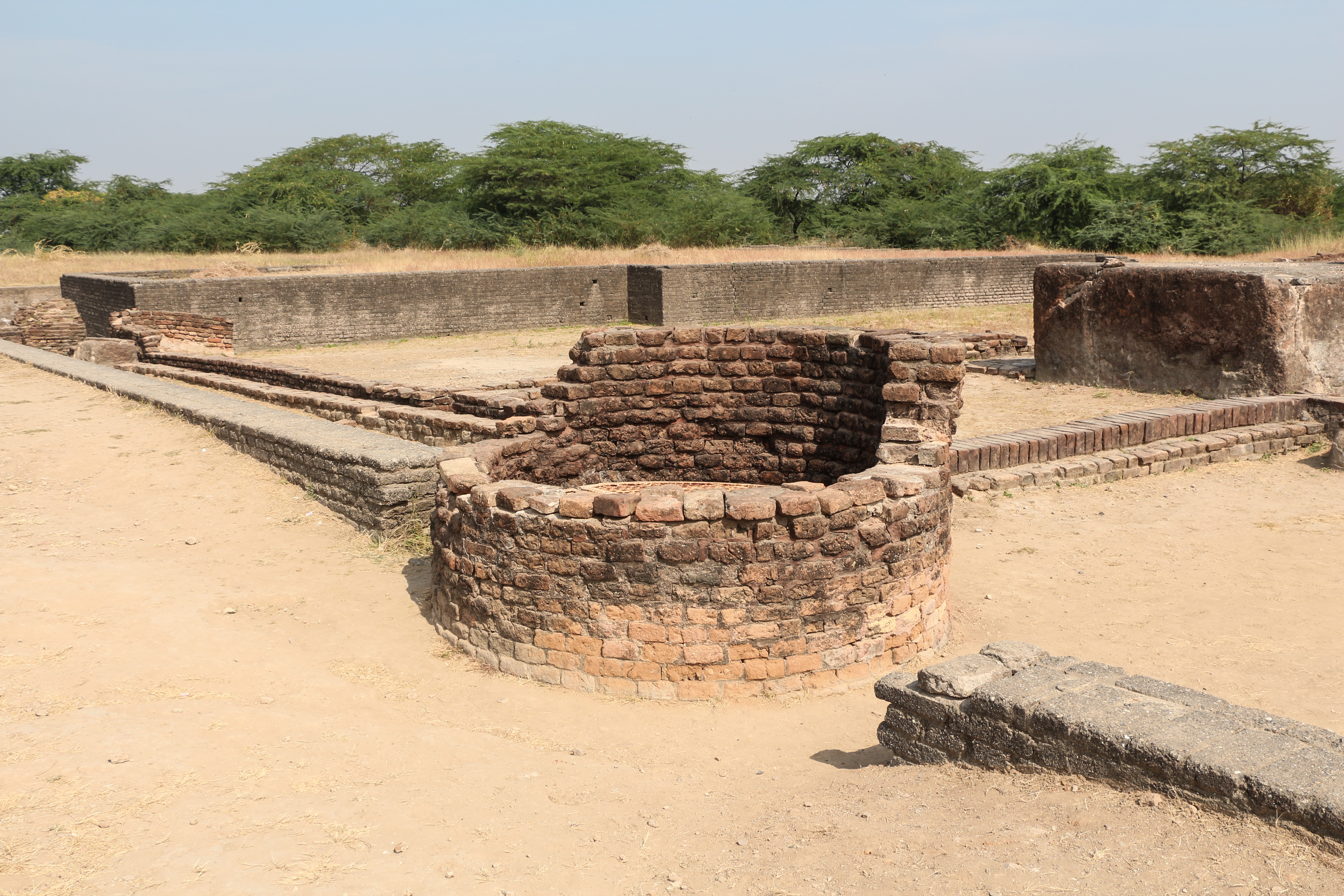
Un antiguo pozo en Lothal, y los canales de drenaje de la ciudad..

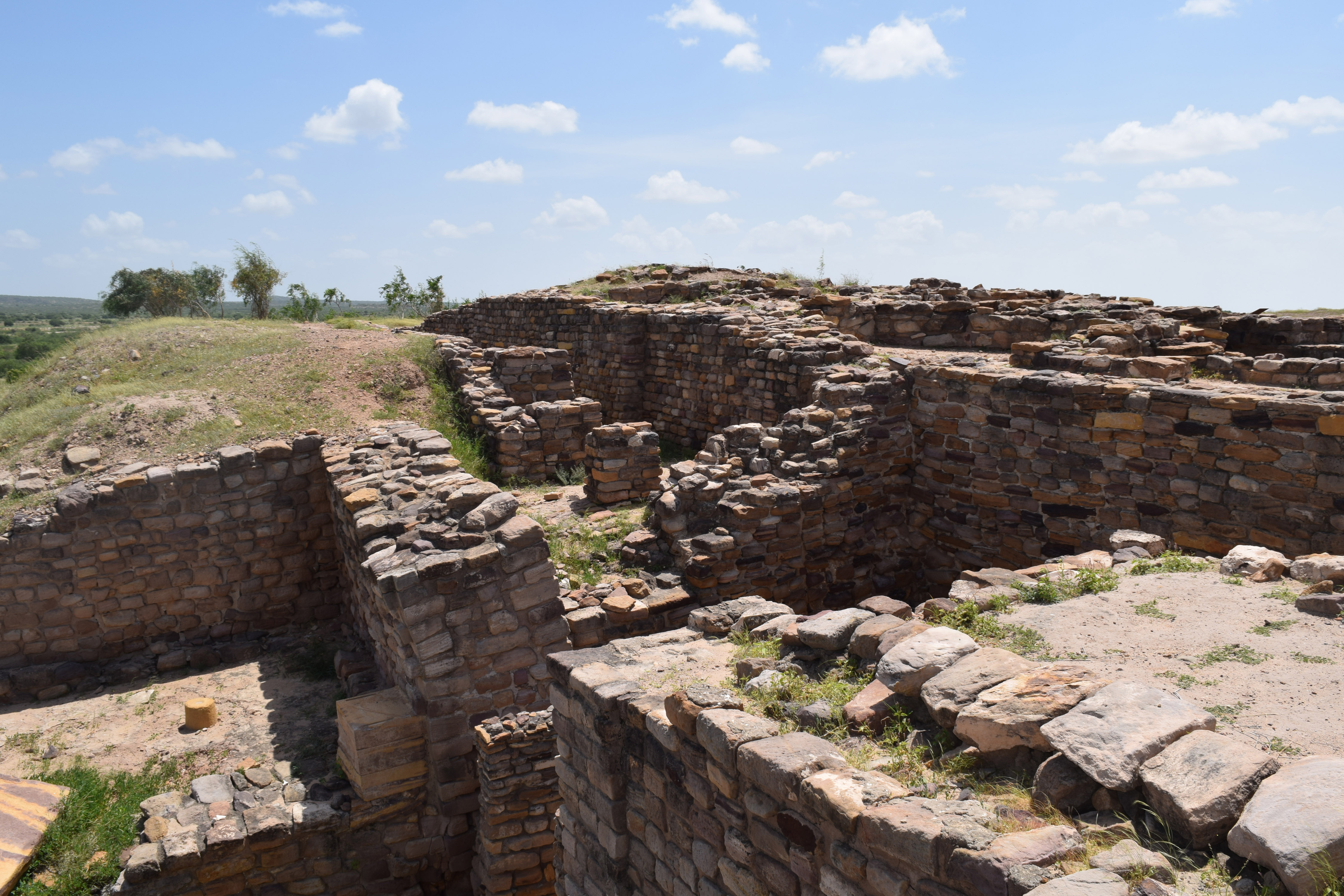
Dholavira Site 36

En Gujarat, se han descubierto un total de 755 asentamientos calcolíticos pertenecientes a diversas tradiciones y culturas que abarcan desde el 3700 a. C. hasta el 900 a. C.. En total, 59 de estos sitios se han excavado, mientras que otros se han estudiado a partir de los artefactos encontrados. Estas tradiciones están estrechamente asociadas con la civilización Harappa y la diferencia entre ellas se identifica por las diferencias en la cerámica y los hallazgos de microlitos. Estas tradiciones y culturas incluyen la tradición Anarta (c. 3950-1900 a. C.), la cerámica Padri (3600-2000 a. C.), el ensamblaje Pre-Prabhas (3200-2600 a. C.), la cerámica Tipo Sindh Preurbana Harappa (cerámica funeraria) (3000-2600 a. C.), la cerámica negra y roja (3950-900 a. C.), la cerámica Engobe Reservada (3950-1900 a. C.) y la cerámica Roja Micácea (2600-1600 a. C.). El conjunto Prabhas (2200-1700 a. C.) y la cerámica roja lustrosa (1900-1300 a. C.) son algunas culturas materiales tardías. También se encuentran los pocos yacimientos asociados con la cerámica Malwa y la cerámica Jorwe.
Gujarat cuenta con una gran cantidad de yacimientos arqueológicos asociados con la civilización del valle del Indo. Se han registrado un total de 561 yacimientos de Harappa clásico (2600-1900 a. C.) y Sorath Harappa (2600-1700 a. C.) en Gujarat. Los yacimientos del distrito de Kutch, concretamente los de Surkotada, Desalpur, Pabumath y Dholavira , son algunos de los principales del período urbano. Los yacimientos del período posurbano incluyen Lothal B, Rangpur IIC y III, Rojdi C, Kuntasi,, Vagad IB, Surkotada 1C, Dholavira VI y VII. Se ha observado que en Gujarat, las ciudades urbanas se expandieron rápidamente, a diferencia de la lenta evolución del urbanismo en el noroeste.

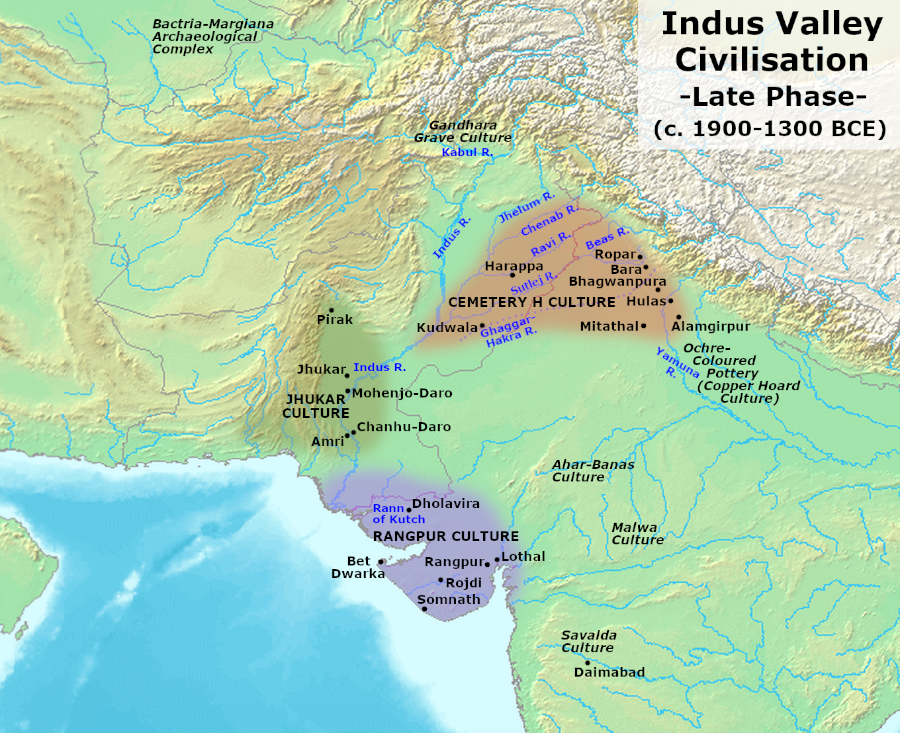
Mapa de la cultura Rangpur y otras culturas tardías del valle del Indo

Durante el final de la civilización del valle del Indo, hubo una migración de personas desde la región de Sindh a Gujarat que formó la cultura Rangpur.

## Edad del Hierro (1500-200 a.C.)
La cultura post-Harappa continuó en varios yacimientos. El pastoreo también estaba muy extendido y servía como vínculo comercial entre los yacimientos. No se menciona Gujarat en la literatura védica. Bharuch fue la principal ciudad portuaria de la Edad de Hierro.

### Histórico temprano
La cultura material histórica temprana de Gujarat incluye la presencia de cerámica negra pulida norteña, el predominio continuo de la cerámica negra y roja, la introducción lenta y el dominio posterior de la cerámica roja pulida, la aparición de ánforas romanas, cerámica Rang Mahal (100-300 d. C.), la introducción del vidrio y el plomo, seguida de la conquista gradual del hierro, de una economía basada en la agricultura, la industria de las conchas, el desarrollo de la escritura, el surgimiento de los asentamientos urbanos, los restos estructurales de ladrillo, los edificios monumentales, el comercio internacional y el desarrollo del jainismo, el budismo y el vaishnavismo.
Los sitios excavados del período histórico temprano incluyen Dhatva, Jokha, Kamrej, Karvan, Bharuch, Nagal, Timbarva, Akota del sur de Gujarat; Nagara del centro de Gujarat; Vadnagar, Shamlaji, Devnimori del norte de Gujarat y Amreli, Vallabhi, Prabhas Patan, Padri y Dwarka de Saurashtra. Bharuch fue la principal ciudad portuaria de la Edad del Hierro.

#### Mauryas

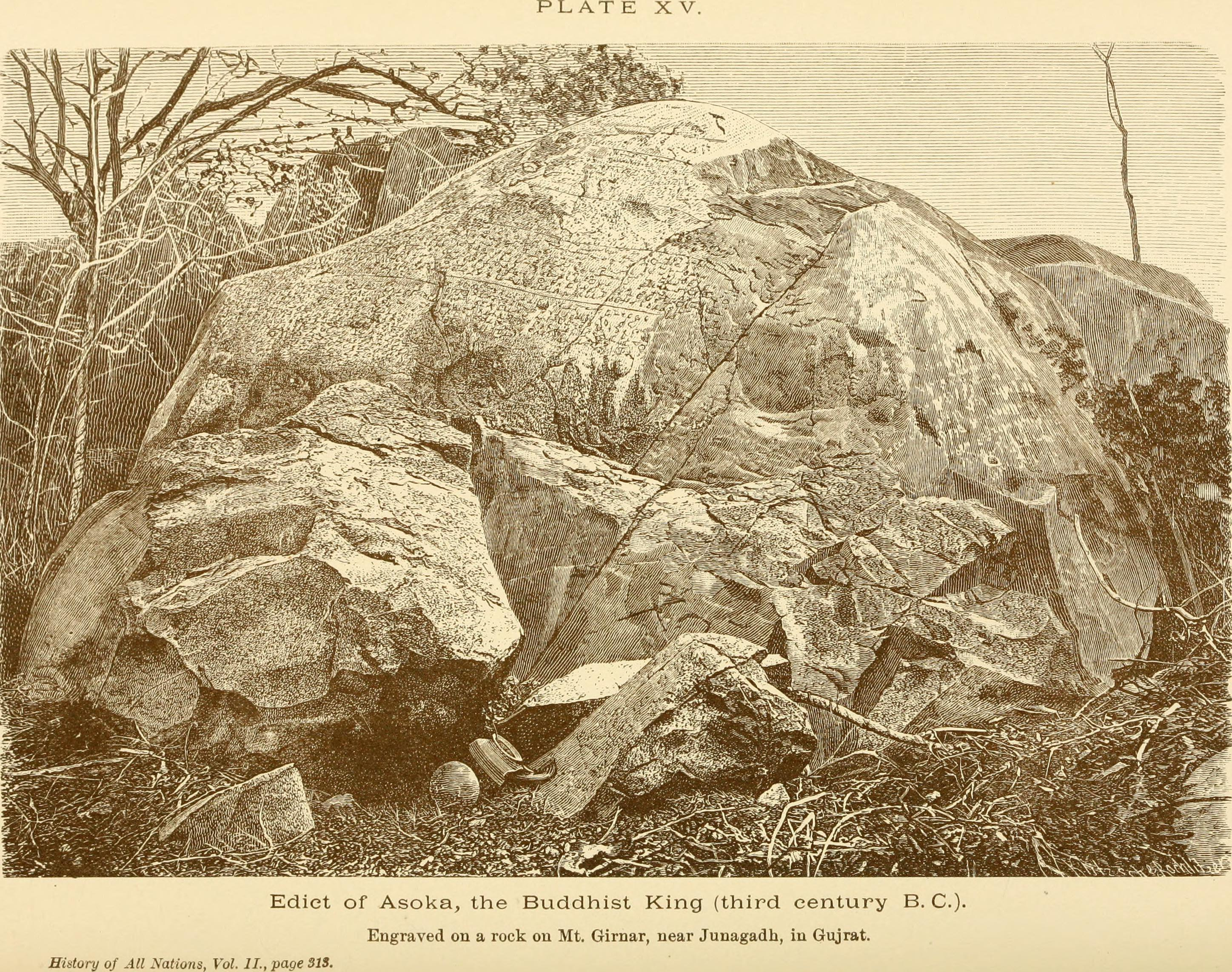
La inscripción en la roca Junagadh, que da testimonio del gobierno Maurya sobre Gujarat

El gobierno de Candragupta Maurya sobre el actual Gujarat está atestiguado por la inscripción rupestre de Rudradaman en Junagadh. Bajo su gobierno, el gobernador provincial Puṣyagupta, un vaiśya, inició la construcción del lago Sudarśana represando los ríos Suvarṇasikatā y Palāśinī, que fluían desde el monte Ūrjayat (actual monte Girnār). La represa fue completada bajo el reinado de Aśoka por el rey yávana Tuṣāspha. Lo que hoy es Gujarat comprendía dos provincias: Ānarta (norte del Gujarat continental y norte de Kathiawar ) y Surāṣṭra (sur de Kathiawar).
Según el Pettavattu y Paramatthadīpanī, un gobernante de Suraṭṭha, Piṅgala, ascendió al trono en el 283 a. C. Fue convertido al "Natthika diṭṭhi" (una doctrina nihilista) por su general, Nandaka, e intentó convertir al emperador Aśoka, pero él mismo se convirtió al budismo.
Según Kauṭilya, los kṣatriyas y vaiśyas de Surāṣṭra pertenecían a diversas corporaciones o gremios Śreṇīs. Los Śreṇīs se dedicaban a la posesión de armas o a la agricultura, a la ganadería y al comercio, respectivamente.

#### Indogriegos
Había una presencia comercial griega en el puerto de Barugaza (Bharuch).

#### Indoescitas
Durante casi 300 años desde principios del siglo I d. C., los gobernantes sacas desempeñaron un papel destacado en la historia de Gujarat. La roca erosionada por el clima en Junagadh permite vislumbrar al gobernante Rudradaman I (100 d. C.), uno de los sátrapas saka, conocidos como sátrapas occidentales o kshatraps. Mahakshatrap Rudradaman I fundó la dinastía Kardamaka, que gobernó desde Anupa, a orillas del Narmada, hasta la región de Aparanta, fronteriza con el Punjab. En Gujarat se libraron varias batallas entre la dinastía Satavájana, del sur de la India, y los sátrapas occidentales. El gobernante más importante de la dinastía Satavájana fue Gautamiputra Satakarni, quien derrotó a los sátrapas occidentales y conquistó algunas partes de Gujarat en el siglo II d. C.

## Reinos medios (230 a.C. - 1297 d.C.)

### Guptas y Maitrakas

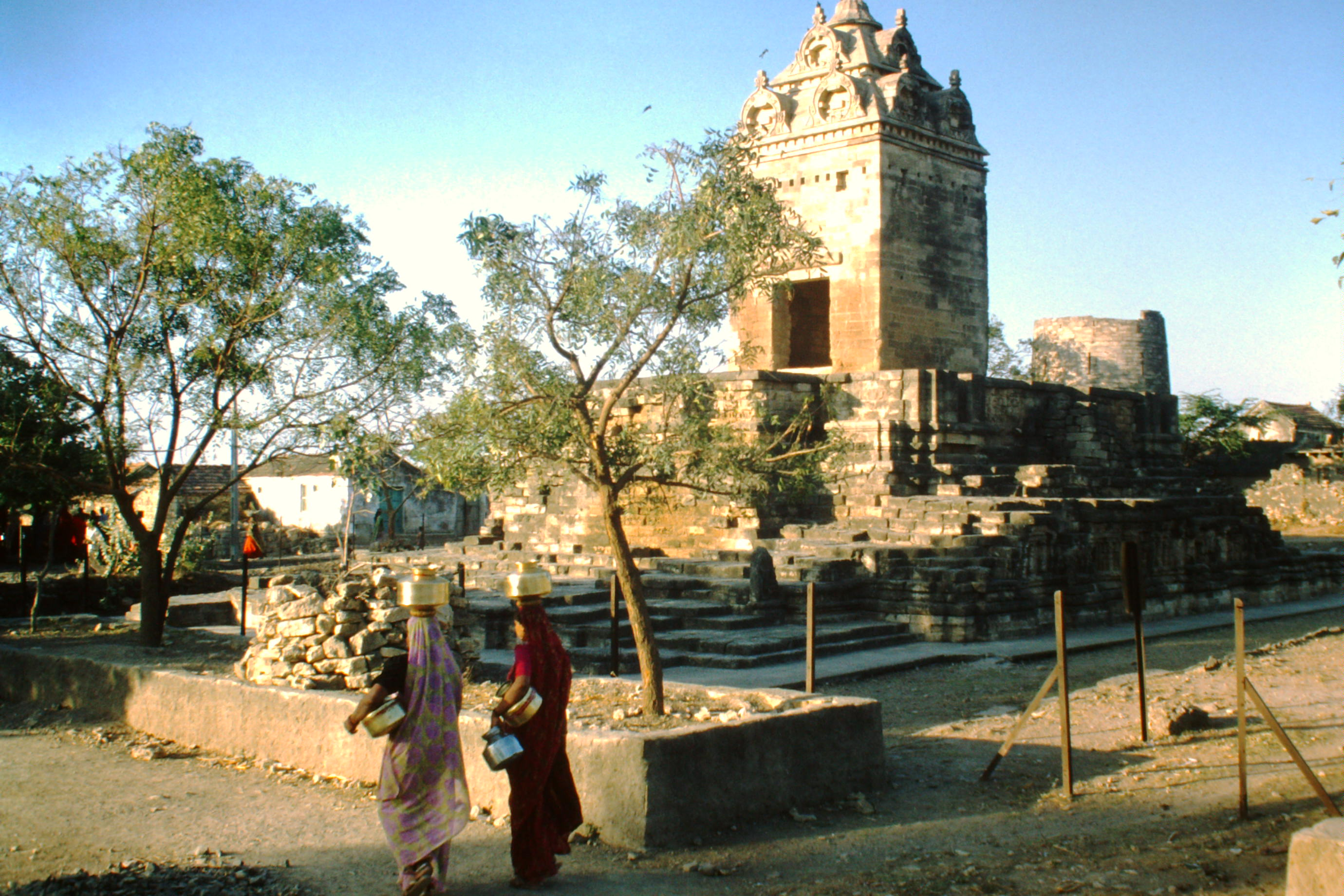
Templo de Gop, período Maitraka.

El emperador gupta Samudragupta (r. 335-375) derrotó a los gobernantes indoescitas en batalla y posteriormente admitió su sumisión. El sucesor de Samudragupta, Chandragupta II (r. 375-415), finalmente conquistó a los Sátrapas occidentales y ocupó Gujarat. Chandragupta II asumió el título de «Vikramaditya» en las celebraciones de su victoria sobre los sátrapas occidentales. Durante el reinado de los gupta, aldeanos y campesinos fueron sometidos a trabajos forzados por el ejército y los oficiales gupta. Durante el reinado de Skandagupta (r. 455-467), Cakrapālita fue gobernador de Surāṣṭra.
Hacia mediados del siglo V, el Imperio gupta comenzó a declinar. Senapati Bhatarka, general maitraka de los gupta, aprovechó la situación y, en el año 470 d. C., fundó lo que se conocería como el estado Maitraka. Trasladó su capital desde Girinagar a Valabhipur, cerca de Bhavnagar, en la costa este de Saurashtra. Los Maitrakas de Vallabhi se volvieron muy poderosos y su dominio se extendió por gran parte de Gujarat e incluso por la vecina Malwa. Los Maitrakas fundaron una universidad que llegó a ser conocida en todo el mundo por sus actividades académicas y que fue comparada con la famosa Universidad de Nalanda (desde 2016, patrimonio de la humanidad). Fue durante el reinado de Dhruvasena Maitrak cuando el filósofo y viajero chino Xuanzang realizó una visita en el año 640.[cita requerida]

### Imperio Gurjara-Pratihara

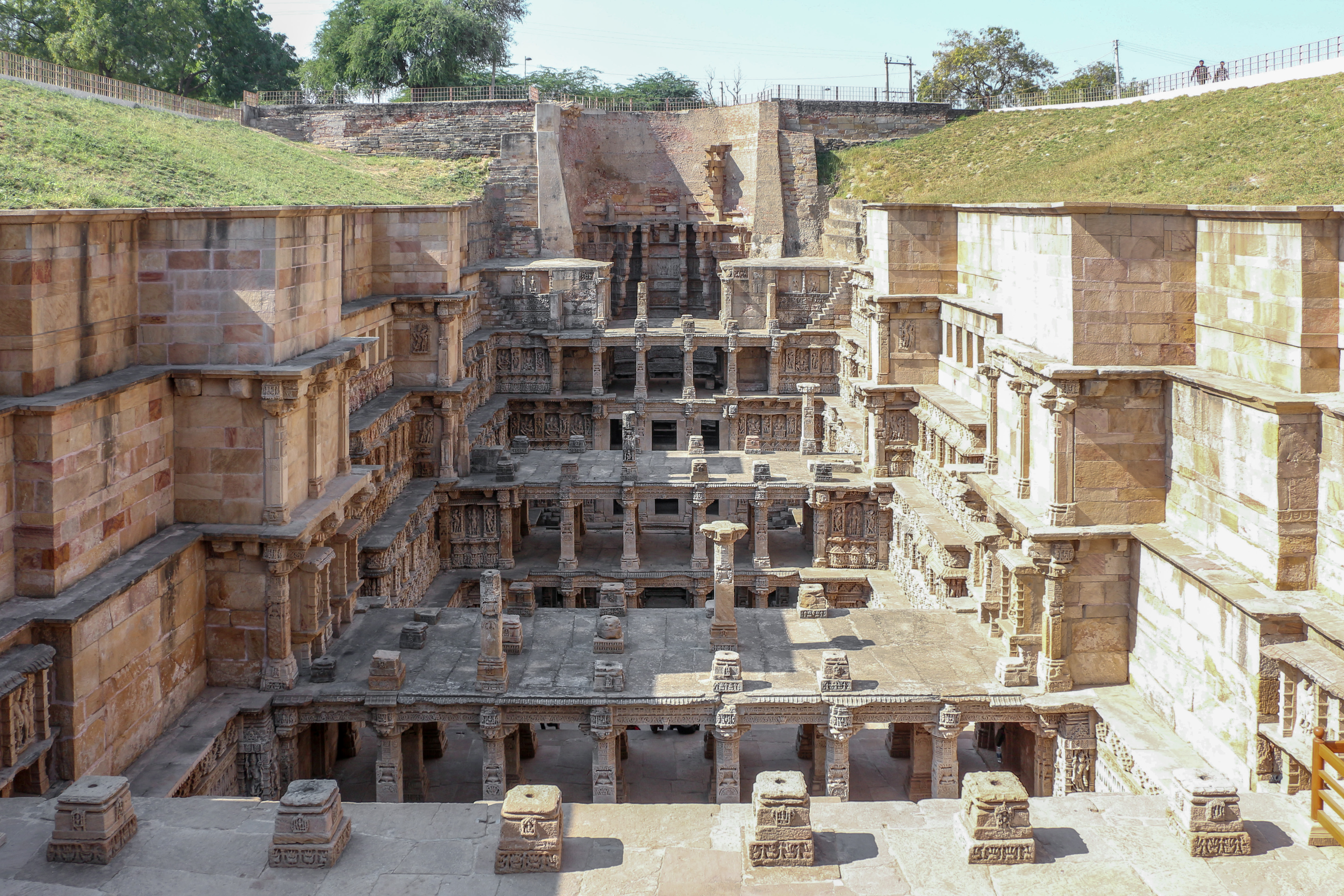
Rani ki Vav (el pozo escalonado de la Reina) en Patan fue construido en el siglo XI.

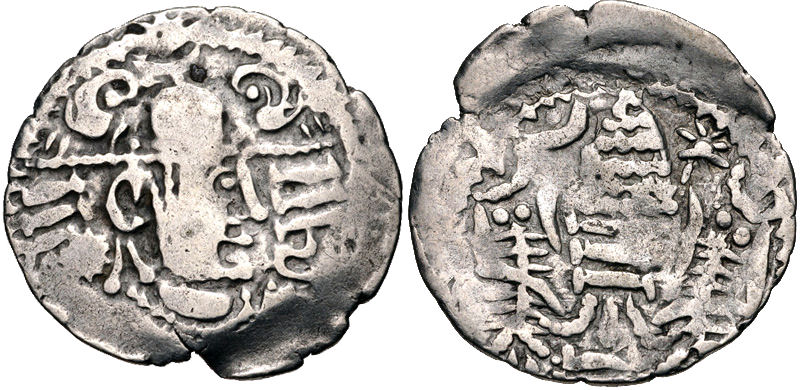
Moneda de los Gujuras de Sindh, dinastía Chavda, circa 570–712 d. C.. Busto coronado de estilo sasánida a la derecha / Altar de fuego con cintas y asistentes; estrella y media luna flanqueando llamas.

A principios del siglo VIII, algunas partes de Gujarat estaban gobernadas por la dinastía chalukya del sur de la India. A principios del siglo VIII, los árabes del califato Omeya establecieron un Imperio que se extendía desde España en el oeste hasta Afganistán y Pakistán en el este. Los gobernantes árabes intentaron expandir su Imperio en el siglo VIII e invadieron Gujarat, pero los invasores árabes fueron derrotados por el general chalukya Pulakeshin. Después de esta victoria, los invasores árabes fueron expulsados de Gujarat. Pulakeshin recibió el título de «Avanijanashraya» (refugio de los pueblos de la tierra) por Vikramaditya II por la protección de Gujarat. A finales del siglo VIII comenzó el período del Triángulo de Kannauj. Las tres principales dinastías indias —la dinastía Gurjara-Pratihara del noroeste de la India, la dinastía Rashtrakuta del sur de la India y el Imperio Pala del este de la India— dominaron la India del siglo VIII al X. Durante este período, la parte norte de Gujarat fue gobernada por la dinastía Gurjara-Pratihara y la parte sur de Gujarat fue gobernada por la dinastía Rashtrakuta. El sur de Gujarat fue gobernado por la dinastía Rashtrakuta hasta que fue capturado por el gobernante del sur de la India Tailapa II (r. 957-997) del Imperio chalukya de Occidente.

### Reino de Gujarat

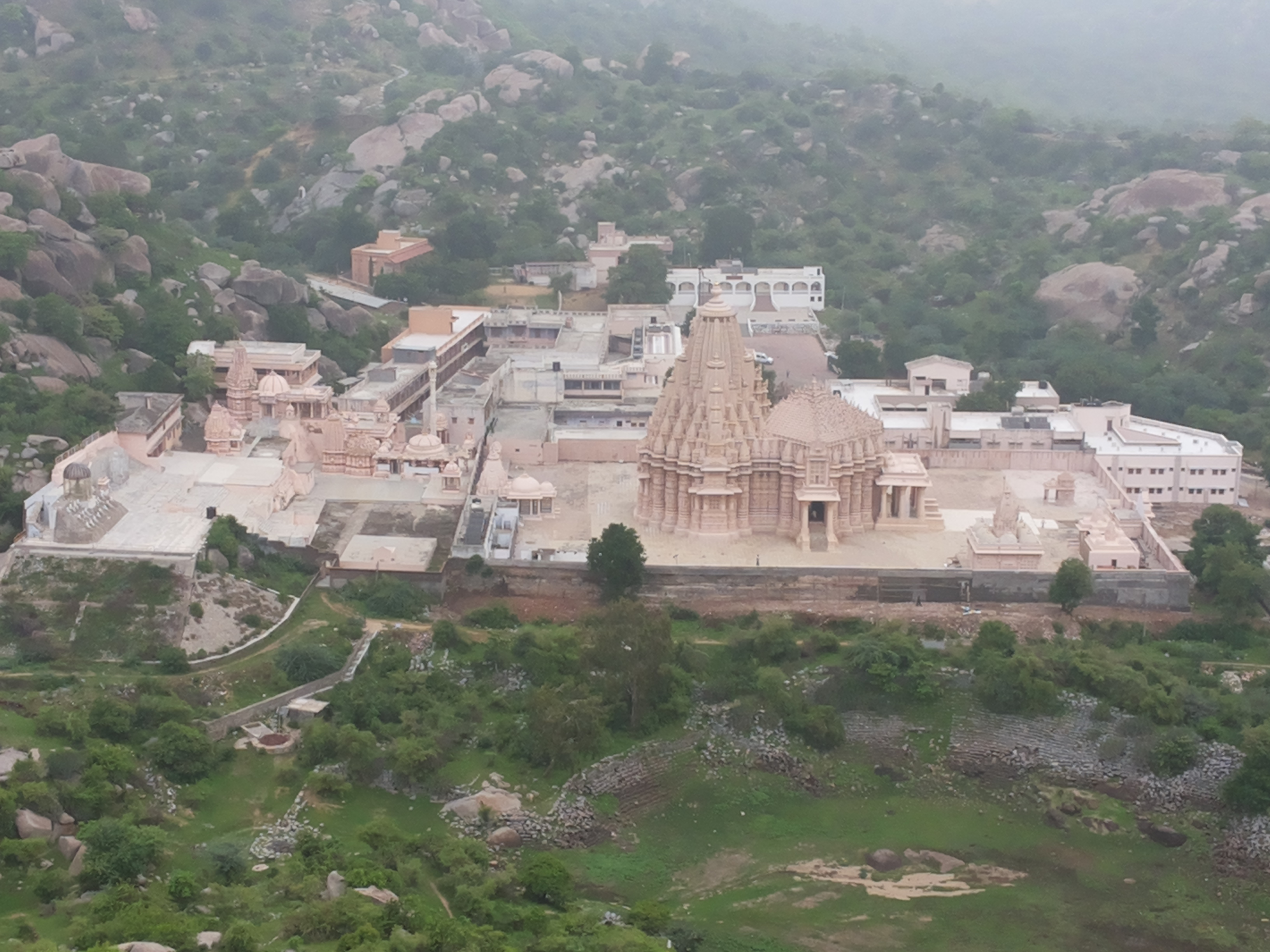
Templo jainista de Taranga construido por Kumarapala (1143-1172 d. C.)

La dinastía Chaulukya gobernó Gujarat desde c. 960 hasta 1243. Gujarat fue un importante centro de comercio del océano Índico, y su capital en ese momento, Anhilwara (Patan), era una de las ciudades más grandes de la India, con una población estimada en 100 000 habitantes en el año 1000. 
En 1026, el famoso templo de Somnath en Gujarat fue destruido el gobernante afgano del Imperio gaznávida, Mahmud de Gazni, en una de las diecisiete campañas que emprendió en territorios indios, dano inicio a las conquistas musulmanas en el subcontinente indio. 
Después de 1243, los chaulukyas perdieron el control de Gujarat ante sus feudatarios, siendo los jefes de la dinastía Vaghela de Dholka los que llegaron a dominar Gujarat. En 1292, los vaghelas se convirtieron en tributarios de la dinastía yadavas de Devagiri en el Decán. Karna de la dinastía Vaghela fue el último gobernante hindú de Gujarat. Fue derrotado y derrocado por las fuerzas superiores de Alauddin Khalji (r. 1296-1316) de Delhi en 1297. Con su derrota, Gujarat no sólo pasó a formar parte del sultanato de Delhi, sino que el control de los rajput sobre Gujarat se perdió para siempre.

## Sultanato de Delhi (1297-1407)
Antes de 1300, la presencia musulmana en Gujarat era escasa y se concentraba ocasionalmente entre navegantes y comerciantes procedente del mar Arábigo. Se les permitió establecer dos pequeños asentamientos en Cambay (actual Khambhat) y Bharuch. Gujarat finalmente cayó bajo el sultanato de Delhi tras repetidas expediciones bajo el mando de Alauddin Khalji a finales del siglo XIII. Este puso fin al dominio de la dinastía Vaghela bajo Karna II y estableció el dominio musulmán en Gujarat. Pronto llegó al poder en Delhi la dinastía Tughluq, cuyo emperador realizó expediciones para sofocar la rebelión en Gujarat y estableció su firme control sobre la región a finales del siglo XIV.

## Sultanato de Gujarat (1407-1573)

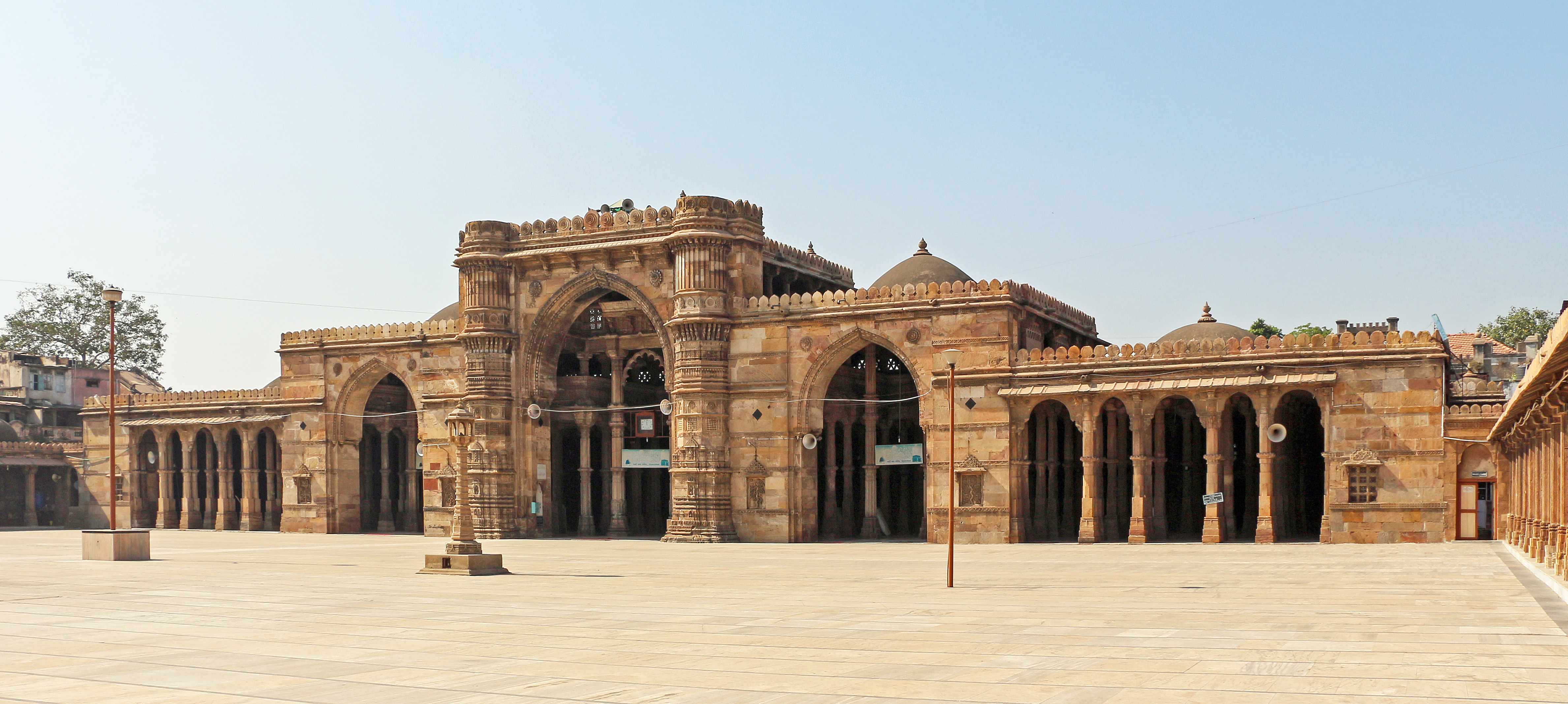
Jama Masjid, Ahmedabad.

Tras la invasión de Delhi por Tamerlán, el sultanato de Delhi se debilitó considerablemente, por lo que el último gobernador tughluq, Zafar Khan, se declaró independiente en 1407 y estableció formalmente el sultanato de Gujarat. El siguiente sultán, su nieto Ahmed Shah I (r. 1410-1442), fundó la nueva capital, Ahmedabad, en 1411. La prosperidad del sultanato alcanzó su máximo esplendor durante el reinado de Mahmud Begada (r.1458-1511). Este sometió a la mayoría de los jefes rajput y construyó una armada frente a la costa de Diu. En 1509, los portugueses arrebataron Diu al sultanato de Gujarat tras la batalla de Diu (1509).
En 1520, Rana Sanga de Mewar invadió Gujarat con su poderosa confederación rajput de 52.000 hombres, apoyada por sus tres vasallos. Rao Ganga Rathore de Marwar también se unió a él con una guarnición de 8.000 rajputs. Otros aliados de Rana fueron Rawal Udai Singh de Vagad y Rao Viram deva de Merta. Derrotó al ejército musulmán de Nizam Khan y lo persiguió hasta Ahmedabad. Sanga suspendió su invasión 32 kilómetros antes de llegar a la capital, Ahmedabad. Saqueó los tesoros reales de Gujarat. Sanga anexó con éxito el norte de Gujarat y nombró a uno de sus vasallos para gobernar allí.
El emperador mogol Humayun atacó Gujarat en 1535 y, posteriormente, Bahadur Shah fue asesinado por los portugueses durante un acuerdo en 1537. El declive del Sultanato comenzó con el asesinato de Sikandar Shah en 1526. El fin del sultanato llegó en 1573, cuando Akbar anexionó Gujarat a su imperio. El último gobernante, Muzaffar Shah III, fue hecho prisionero en Agra. En 1583, escapó de la prisión y, con la ayuda de los nobles, logró recuperar el trono durante un breve periodo antes de ser derrotado por el general de Akbar, Abdul Rahim Khan-I-Khana.

## Era mogol (1573-1756)

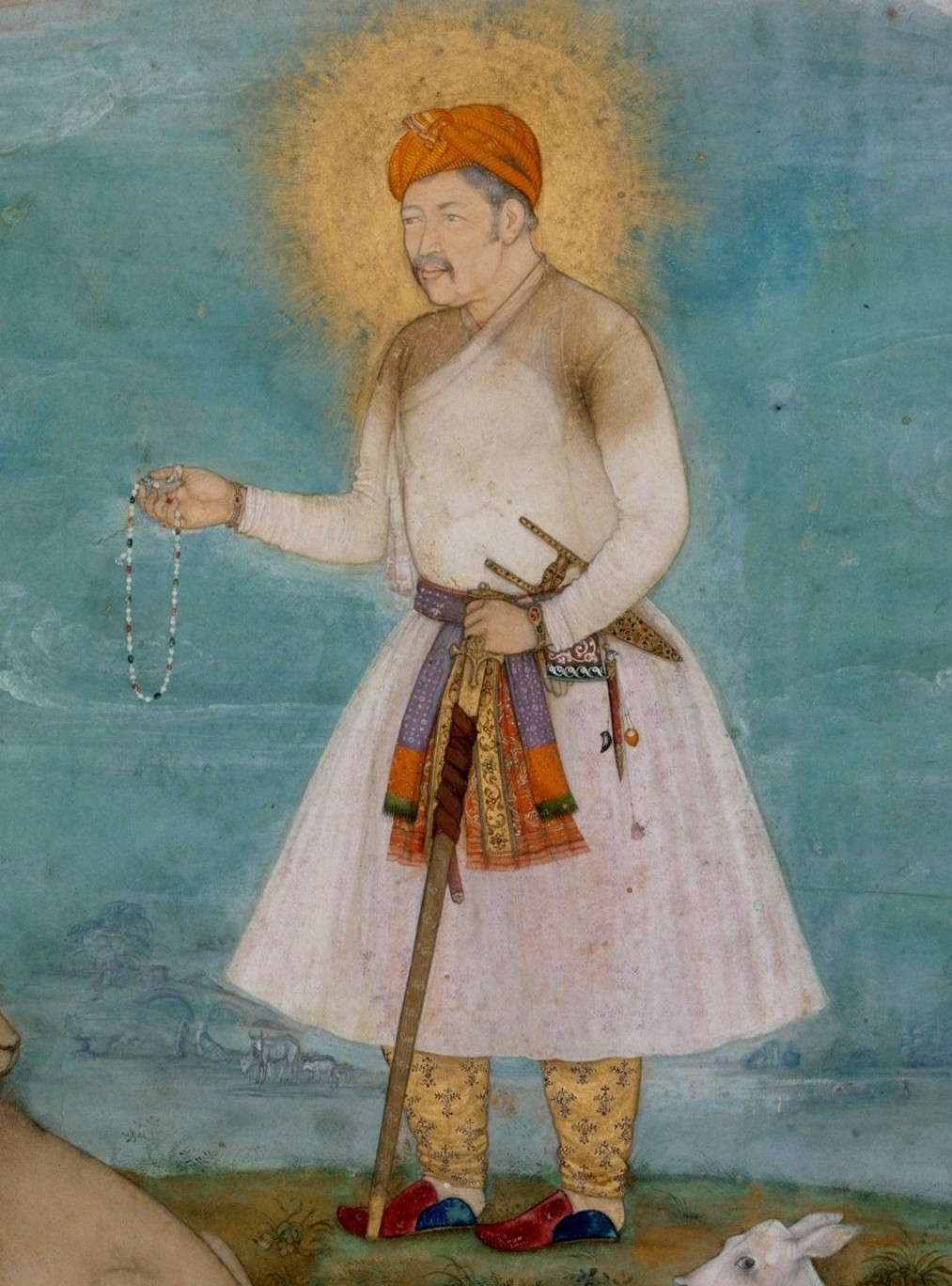
Akbar fue el primer emperador mogol que gobernó Gujarat.

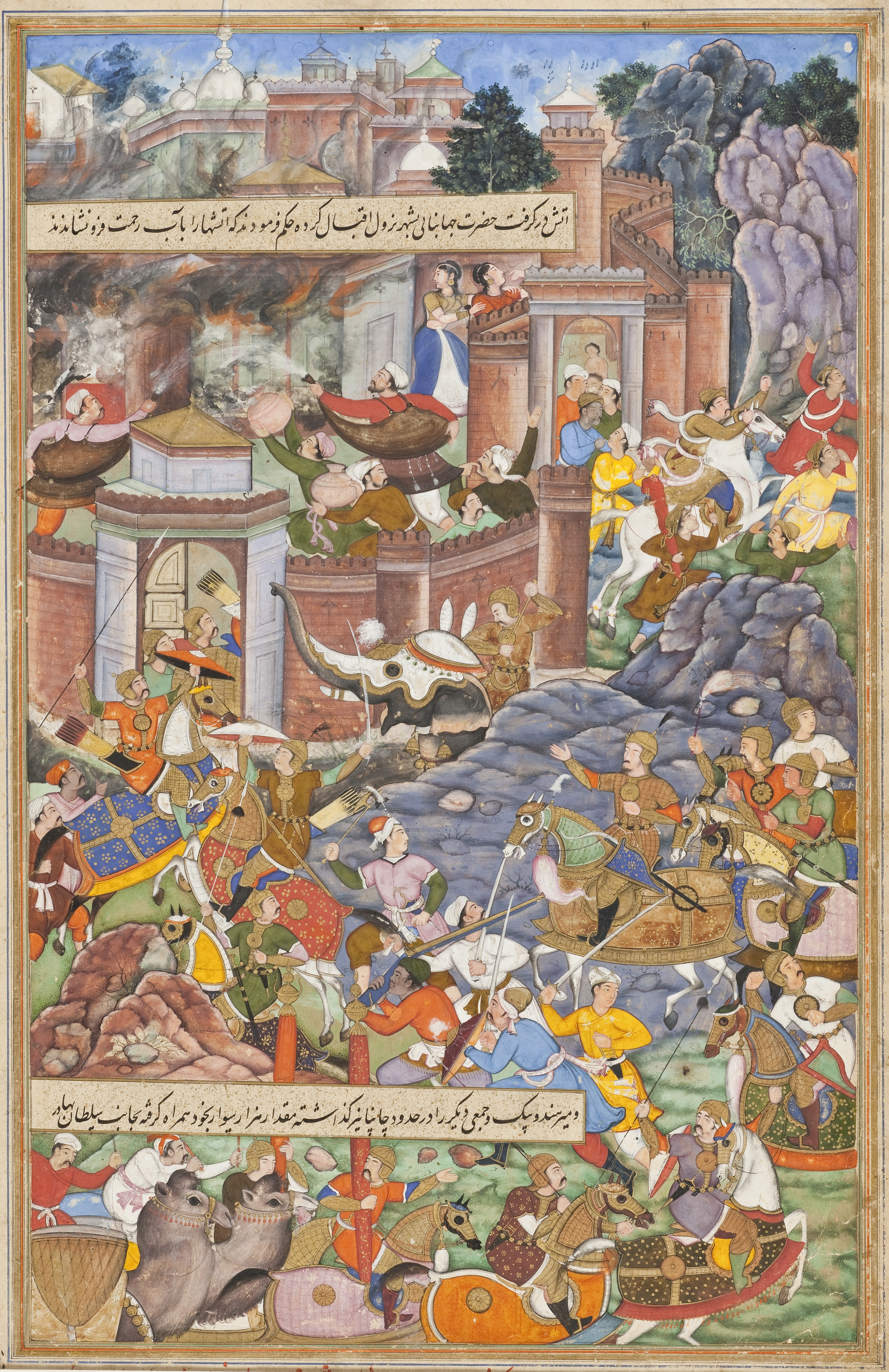
Huida del sultán Bahadur durante la campaña de Humayun en Gujarat, 1535. Folio de un Akbarnama (Historia de Akbar), c. 1590.

El tercer emperador mogol de la India Akbar (r. 1556-1605) emprendió su primera campaña contra Gujarat desde Fatehpur Sikri el 2 de julio de 1572 y llegó a Ahmedabad el 20 de noviembre de 1572. Luego reorganizó el gobierno de Ahmedabad, que dejó a cargo de su hermano adoptivo Mirza Aziz Koka, el Khan-i-Azam y sofocó la rebelión liderada por los mirzas sitiando el castillo de Surat. Akbar luego se embarcó en una segunda campaña en Gujarat el 23 de agosto de 1573 para ayudar a Mirza Aziz Koka contra una rebelión de las fuerzas combinadas de Muhammad Husain Mirza e Ikhtiyar-ul-Mulk. Después de la segunda campaña de Akbar, Gujarat se organizó como una provincia (subah) del Imperio mogol gobernada por virreyes (subahdars o nazims) responsables de las ramas ejecutiva y militar, así como por tesoreros (diwans) responsables de la rama financiera.
Los puertos gujaraties con una importancia comercial y financiera significativa pasaron a manos del Imperio mogol y se organizaron como distritos especiales directamente bajo la autoridad del gobierno de Delhi. Bajo el emperador Jahangir (r. 1605-1627) y tras la llegada de la Compañía Británica de las Indias Orientales, Surat ganó importancia como centro de comercio oceánico entre India y Europa; y se estableció allí una factoría en 1612. Los nobles del antiguo sultanato y los jefes hindúes que se rebelaron y protestaron fueron sometidos por los virreyes y funcionarios del Imperio mogol. Bajo el emperador Shah Jahan (r. 1627-1658), Ahmedabad sufrió un éxodo como resultado de los funcionarios que imponían impuestos a los ciudadanos, tanto ricos como pobres, sin el permiso real. Los virreyes bajo el mando de Shah Jahan supervisaron los esfuerzos de expansión hacia el sur, tomaron las armas contra las incursiones de las tribus Koli y Kathi, y la implementación de una postura de línea dura en la recaudación de tributos de los jefes rajput de la región de Saurashtra.

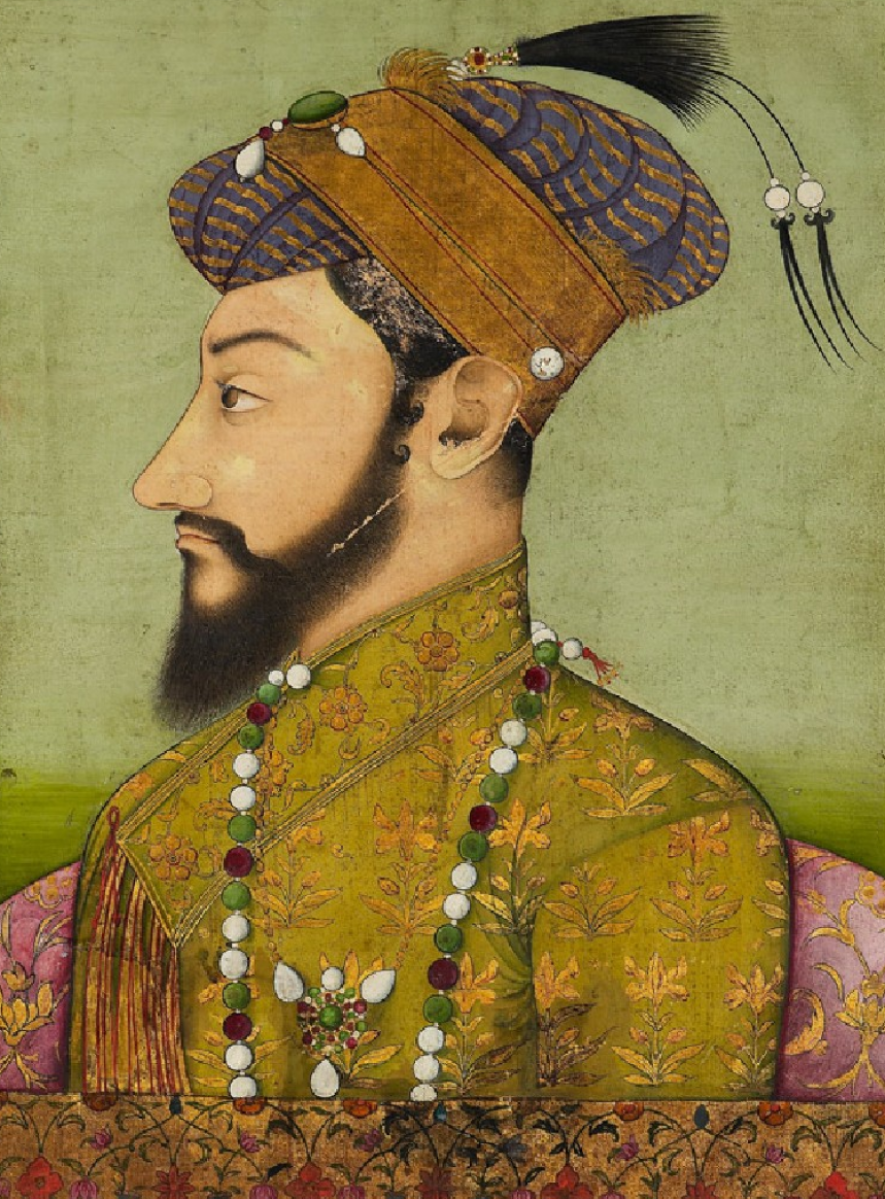
El reinado de Aurangzeb provocó una destrucción masiva en todo Gujarat.

El reinado del emperador Aurangzeb (r. 1658-1707) se caracterizó por incidentes y prolongados conflictos y disputas religiosas. Como virrey, había gobernado Gujarat en 1645 y convirtió el previamente templo jainista de Chintamani en Saraspur en una mezquita. Su gobierno incluyó la aplicación de las leyes islámicas, leyes e impuestos discriminatorios contra los comerciantes hindúes y un impuesto de capitación para todos los no musulmanes. Los virreyes del ya emperador Aurangzeb tomaron represalias contra los khachars y otras tribus kathi, destruyeron el Templo del Sol mientras atacaban y asaltaban el fuerte de Than, arrasaron el Templo de Vadnagar, y se enfrascaron en un prolongado conflicto con la dinastía Rathore de Marwar.
Durante el mandato de los tres emperadores siguientes (1707-1719), que tuvieron breves reinados, la nobleza se volvió más poderosa debido a la inestabilidad en Delhi. La realeza de Marwar fue nombrada virrey con frecuencia. Durante el reinado del emperador Muhammad Shah, la lucha entre los nobles mogoles y marathas se agudizó con frecuentes batallas e incursiones.

## Era maratha (1718-1819)

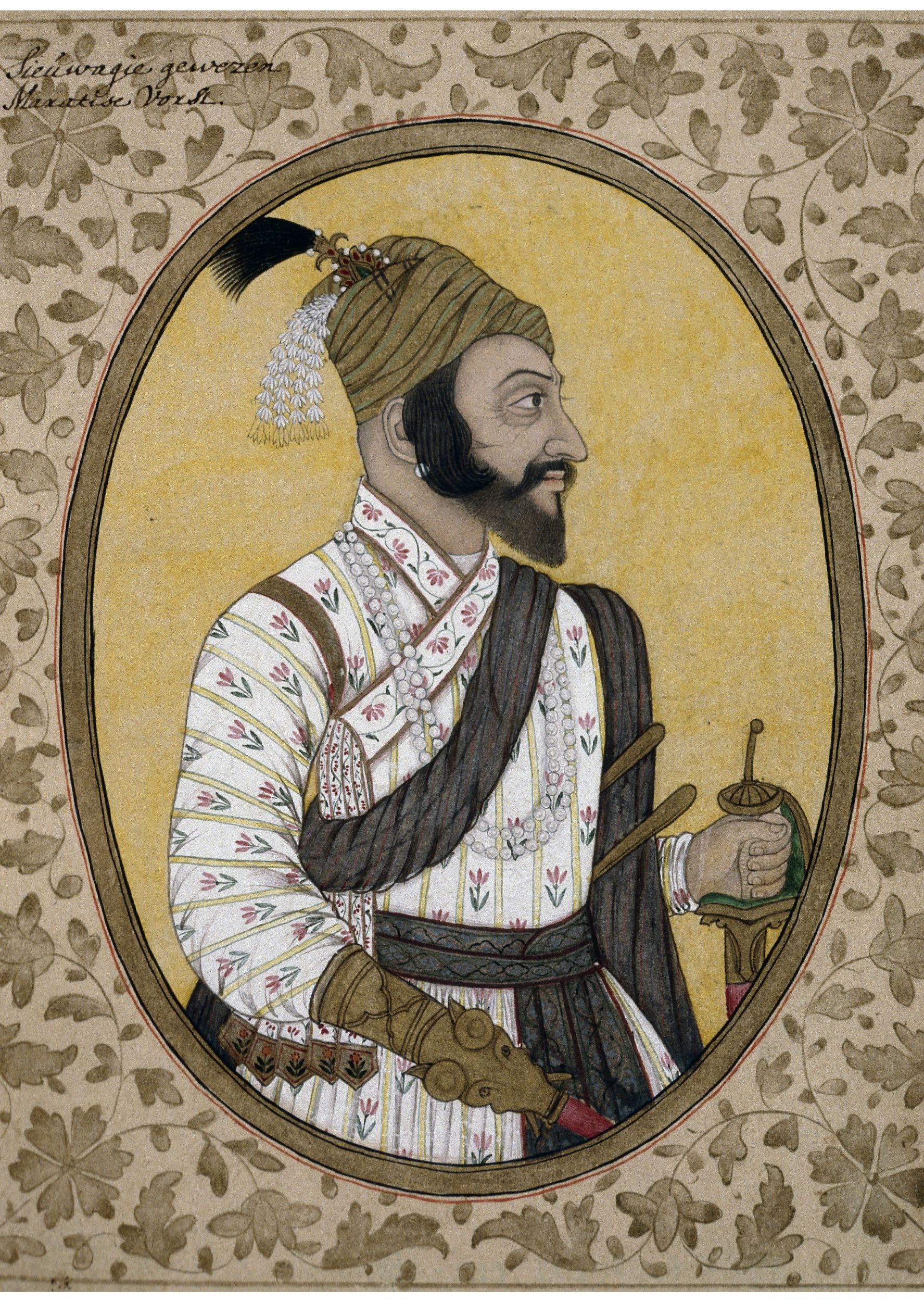
Chhatrapati Shivaji dirigió las campañas iniciales de los marathas en Gujarat.

A mediados del siglo XVII, cuando en el edificio del imperio mogol las grietas comenzaron a desarrollarse, los marathas estaban consolidando su poder en el oeste. Chhatrapati Shivaji (r. 1674-1680), el gran gobernante maratha, atacó Surat dos veces, primero en 1664 y nuevamente en 1672. Esos ataques marcaron la entrada de los marathas en Gujarat.
Posteriormente, en el siglo XVII y principios del XVIII, Gujarat quedó bajo el control del Imperio maratha. Cabe destacar que, entre 1705 y 1716, Senapati Khanderao Dabhade lideró las fuerzas del Imperio Maratha en Baroda. Pilaji Gaekwad, primer gobernante de la dinastía Gaekwad, estableció el control sobre Baroda y otras partes de Gujarat.

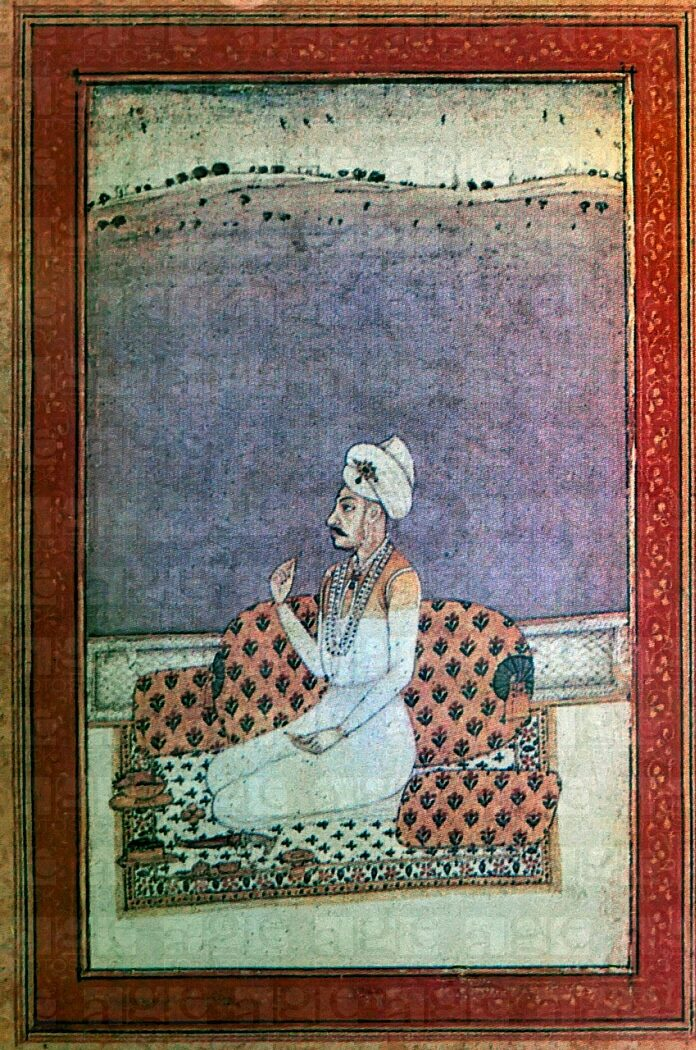
El peshwa Balaji Bajirao consolidó su poder en Gujarat durante su reinado.

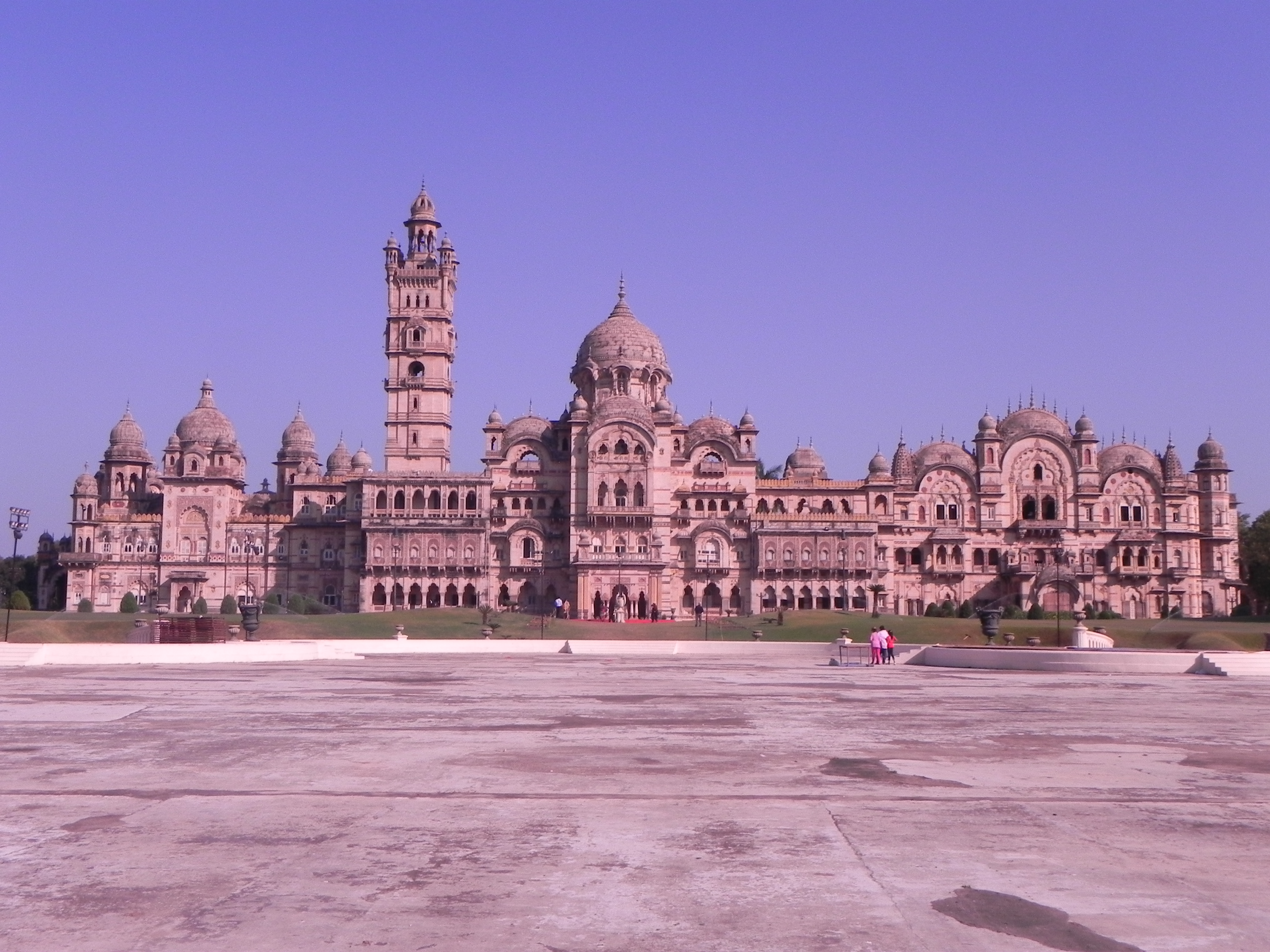
Laxmi Vilas Palace, completado en 1890 es uno de los mayores palacios en India. Fue encargado por el rey maratha Sayajirao Gaekwad III de Baroda.

En la década de 1720, a partir del mandato de Bajirao I (r. 1720-1740), los peshwas —primeros ministros— con sede en Pune se establecieron casi como un principado independiente y ejercieron su soberanía sobre Gujarat, incluyendo Saurashtra. Tras la muerte de Bajirao I, su hijo, el también peshwa Balaji Bajirao (r. 1740-1761) retiró el control de los dabhades y los kadam bande sobre Gujarat. Balaji Bajirao recaudó impuestos a través de Damaji Gaekwad. Damaji estableció el dominio de Gaekwad sobre Gujarat e hizo de Vadodara su capital.
Los marathas continuaron consolidando su dominio, y el frecuente cambio de virreyes no revirtió la tendencia. Las casas rivales de marathas, Gaikwars y peshwas se enfrentaron entre sí, lo que ralentizó su progreso durante un tiempo. Posteriormente, firmaron la paz. Durante el reinado del siguiente emperador, Ahmad Shah Bahadur (r. 1748-1754), existía un control nominal sobre los nobles que actuaban por cuenta propia. Hubo frecuentes luchas entre ellos y con los marathas. Ahmedabad, la capital de la provincia, cayó en manos de los marathas en 1752. Fue recuperada por el noble Momin Khan durante un breve periodo, pero volvió a caer ante los marathas en 1756 tras un largo asedio. Aprovechando la oportunidad, los británicos capturaron Surat en 1759. Tras un revés en Panipat en 1761, los marathas consolidaron su dominio sobre Gujarat, especialmente durante el reinado de Madhavrao. 
El control maratha sobre Gujarat se desvaneció lentamente en las décadas de 1780 y 1790 debido a las rivalidades entre las diferentes casas gobernantes marathas, así como dentro de la familia Peshwa. La Compañía Británica de las Indias Orientales aprovechó al máximo esta situación para expandir su control sobre Gujarat y otros territorios marathas. La Compañía también emprendió su política de Alianza Subsidiaria. Con esta política, establecieron su supremacía sobre un estado nativo tras otro. Anandrao Gaekwad se unió a la Alianza en 1802 y entregó Surat y otros territorios adyacentes a la Compañía. Con el pretexto de ayudar a los marathas, los británicos se ayudaron a sí mismos, y gradualmente el poder de los marathas llegó a su fin en 1819 en Gujarat. Gaekwad y otros gobernantes, grandes y pequeños, aceptaron la supremacía británica.

## Comercio temprano con los europeos

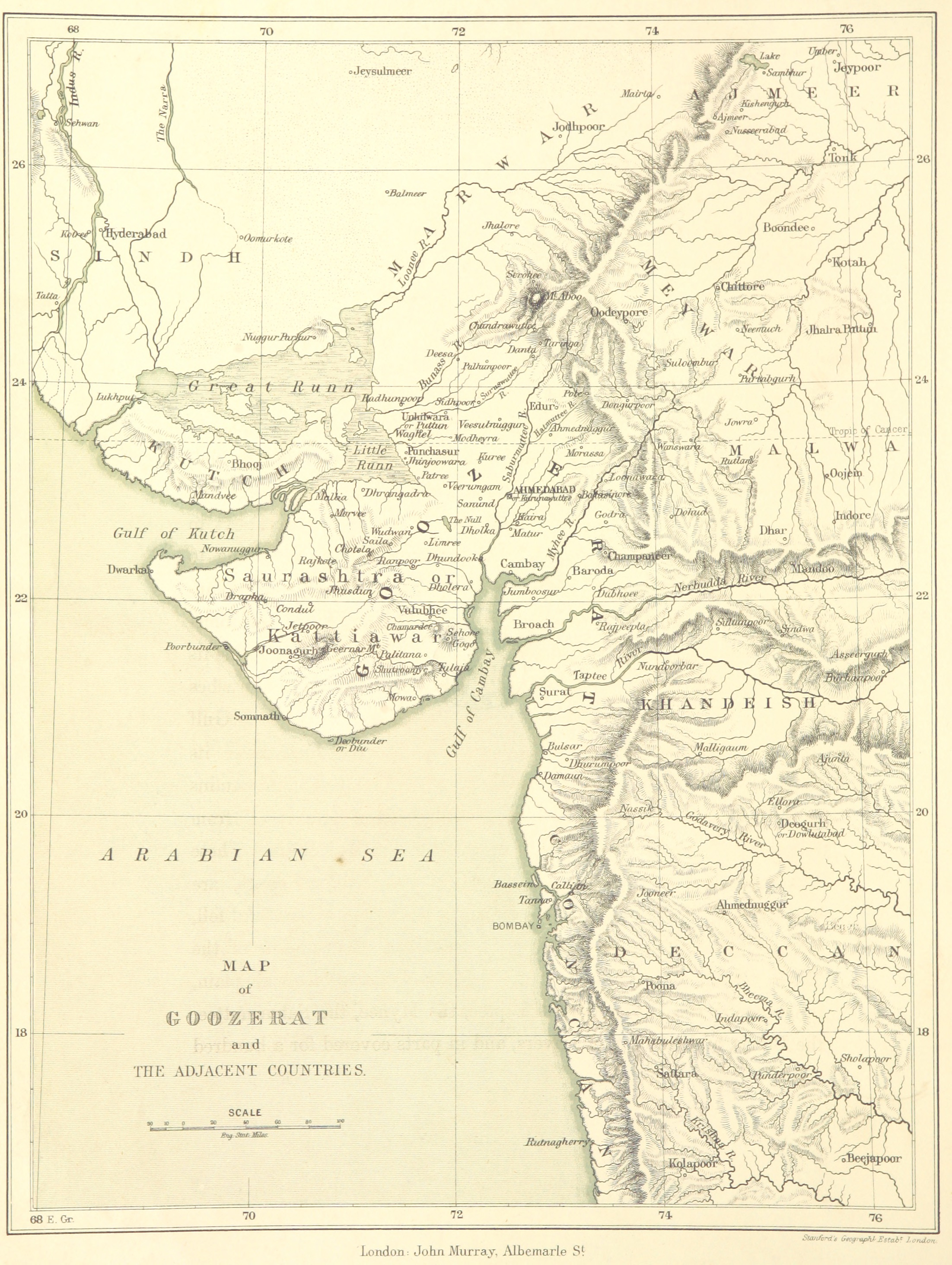
Mapa de Gujarat, 1866

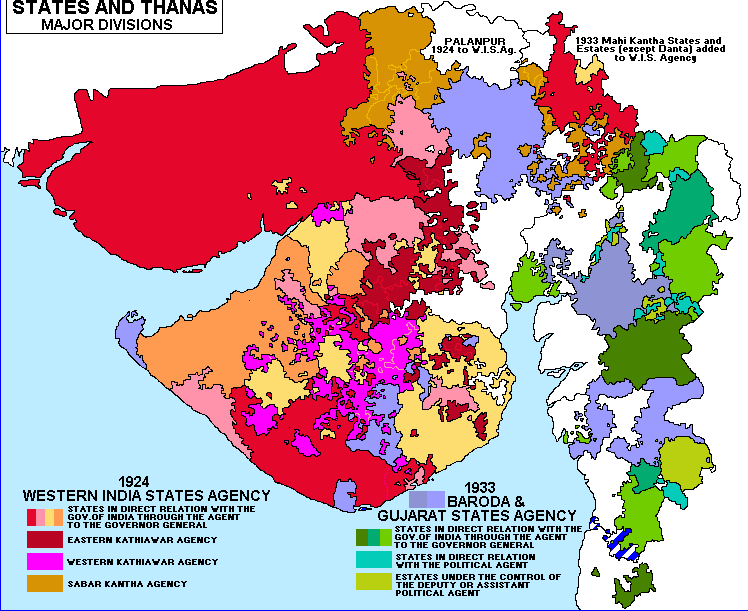
Estados principescos de Gujarat en 1924

En los años 1600, neerlandeses, franceses, ingleses y portugueses establecieron bases a lo largo de la costa occidental de la región. Portugal fue la primera potencia europea en llegar a Gujarat y, tras la batalla de Diu y el Tratado de Bassein, adquirió varios enclaves a lo largo de la costa gujarati, incluyendo Damán y Diu, así como Dadra y Nagar Haveli. Estos enclaves fueron administrados por la India Portuguesa bajo un único territorio de unión durante más de 450 años, para posteriormente ser incorporados a la República de la India el 19 de diciembre de 1961 mediante conquista militar.
La Compañía Inglesa de las Indias Orientales estableció una factoría en Surat en 1614, tras el tratado comercial firmado con el emperador mogol Nuruddin Salim Jahangir, que constituyó su primera base en la India. Sin embargo, Bombay la eclipsó después de que los ingleses la recibieran de Portugal en 1668 como parte del tratado matrimonial entre Carlos II de Inglaterra y Catalina de Braganza, hija del rey Juan IV de Portugal. El estado fue uno de los primeros puntos de contacto con Occidente, y el primer puesto comercial inglés en la India se encontraba en Gujarat.

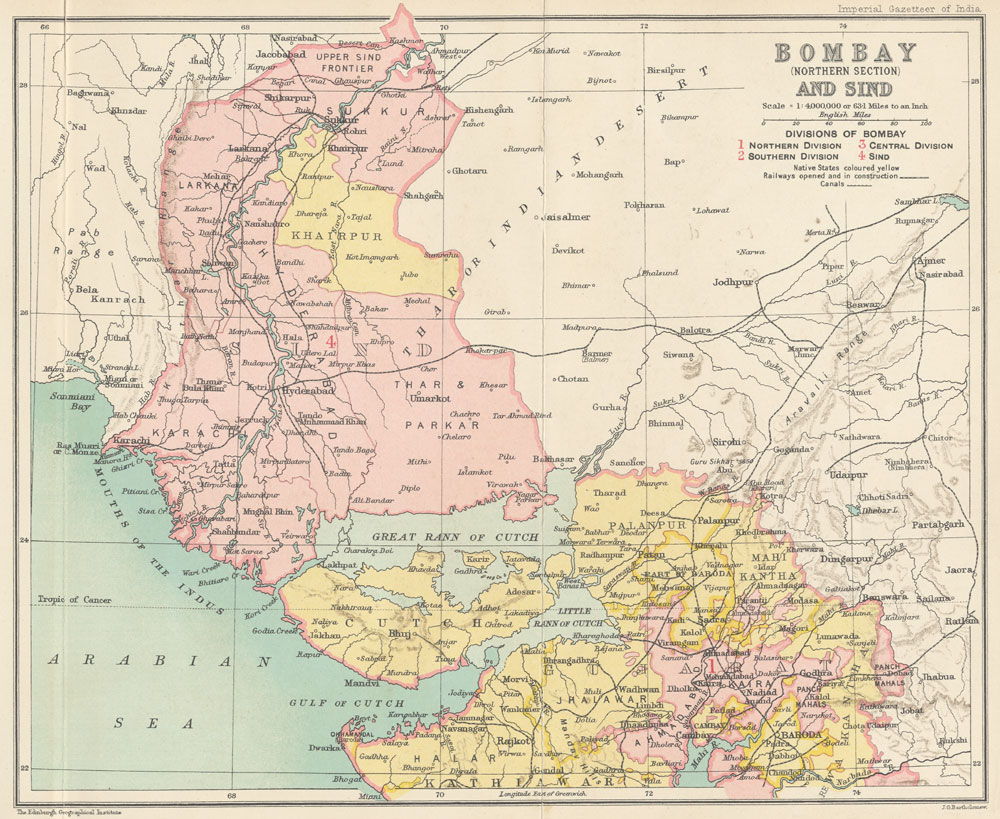
Presidencia de Bombay en 1909, parte norte

El explorador francés del siglo XVII François Pyrard de Laval, recordado por su estancia de diez años en el sur de Asia, da testimonio de que los guyaratíes siempre estaban dispuestos a aprender las habilidades de los portugueses, quienes a su vez también les transmitían sus conocimientos:

Nunca he visto hombres de ingenio tan finos y refinados como estos indios: no tienen nada de bárbaro ni salvaje, como solemos suponer. Es cierto que no están dispuestos a adoptar las costumbres de los portugueses; sin embargo, aprenden con regularidad sus manufacturas y trabajos, siendo todos muy curiosos y deseosos de aprender. De hecho, los portugueses aprenden más de ellos que ellos de los portugueses.
I have never seen men of wit so fine and polished as are these Indians: they have nothing barbarous or savage about them, as we are apt to suppose. They are unwilling indeed to adopt the manners and customs of the Portuguese; yet do they regularly learn their manufactures and workmanship, being all very curious and desirous of learning. In fact, the Portuguese take and learn more from them than they from the Portuguese.

## Era británica (1819-1947)
La Compañía de las Indias Orientales arrebató el control de gran parte de Gujarat a los marathas durante la segunda guerra anglo-maratha de 1802-1803. Muchos gobernantes locales, en particular el maratha Gaekwad Maharajas de Vadodara, firmaron una paz por separado con los británicos y reconocieron la soberanía británica a cambio de conservar el autogobierno local.
Gujarat quedó bajo la autoridad política de la Presidencia de Bombay, con la excepción del estado de Baroda, que tenía relación directa con el Gobernador General de la India. Entre 1818 y 1947, la mayor parte del actual Gujarat, incluyendo Kathiawar, Kutch y el norte y el este de Gujarat, se dividió en cientos de estados principescos, pero varios distritos del centro y sur de Gujarat, a saber, Ahmedabad, Broach (Bharuch), Kaira (Kheda), Panchmahal y Surat, fueron gobernados directamente por funcionarios británicos. 
En 1812, una epidemia mató y aniquiló a la mitad de la población de Gujarat.
Bajo el dominio británico, la administración de Gujarat se diferenció según sus funciones, en particular el Departamento de Hacienda, el Departamento de Policía y el Departamento de Administración de Justicia. El sistema burocrático desarrollado por los británicos se basaba en el principio de autoridad "legal-racional", según el cual se asignaban deberes y poderes específicos a puestos meritocráticos fijos, en los que el poder no podía ejercerse arbitrariamente. Estos puestos contaban con sistemas claros de salarios regulares, ascensos, pensiones y traslados. Los británicos también crearon un nuevo sistema legal, ajeno a la religión y a las costumbres tradicionales, que se aplicaba uniformemente a todos los ciudadanos, independientemente de su estatus social. Esto también requirió la creación de órganos legislativos y de la propia profesión de la abogacía. Se desarrolló un nuevo sistema tributario centrado principalmente en el impuesto territorial, donde las tierras agrícolas se gravaban según la capacidad productiva estimada de dichas tierras, y los pagos debían realizarse en efectivo en lugar de en especie. Los guyaratíes nativos que trabajaban en el sistema político tendían a pertenecer a las castas superiores. También hubo críticas hacia el gobierno británico, donde los guyaratíes se quejaron de discriminación racial, de una burocracia excesiva y costosa y de un exceso de impuestos.
En la Gujarat rural, el sistema de impuestos territoriales se basaba en el sistema ryotwari. En este sistema, a las tierras agrícolas se les asignaba una calidad de suelo que determinaba su capacidad productiva, sobre la cual el agricultor pagaría impuestos, en lugar de la cantidad real de producto cultivado. El sistema permitía que la tierra se transformara en una mercancía que podía comprarse, venderse e hipotecarse, lo que perjudicaba el poder tradicional de las comunidades colectivas. Además, dado que los ingresos territoriales debían pagarse en efectivo, esto transformó las economías de las aldeas en mercados monetarios. Los grupos no cultivadores, que poseían derechos de propiedad sobre las tierras agrícolas, también fueron incorporados al sistema, donde se les otorgaron derechos de tenencia, lo que convirtió a los cultivadores en arrendatarios y a los recaudadores de tributos en terratenientes ausentes. Estos cambios fueron privando paulatinamente de sus poderes a los recaudadores de tributos de las castas superiores y condujeron a transferencias masivas de tierras. La producción de cultivos comerciales, en particular del algodón, experimentó un auge explosivo. El estatus de los artesanos de las aldeas también decayó.
Bajo el dominio británico, un gran número de grupos comerciales guyaratíes se trasladaron a Bombay, lo que provocó el declive de algunas ciudades guyaratíes como Surat y Broach, mientras que Ahmedabad adquirió importancia industrial tras la conexión ferroviaria. En las zonas urbanas, la producción de artesanía nativa disminuyó debido a la falta de interés de los gobernantes británicos en los artículos de lujo, así como a la occidentalización de los propios guyaratíes, que rechazaban la joyería y la moda indias. Los británicos también intentaron destruir deliberadamente el mercado exportador nativo para desarrollar la producción industrial británica mediante importaciones libres de impuestos, que se volvieron más baratas y de mayor calidad que los productos guyaratíes nativos. El crecimiento de las fábricas de estilo occidental en el propio Gujarat también asestó un golpe mortal a los artesanos tradicionales. La producción de algodón experimentó un auge en dichas fábricas, lo que generó nuevas oportunidades para la creación de riqueza entre los grupos emprendedores. Se desarrollaron nuevas organizaciones empresariales, como las sociedades anónimas.
Bajo el dominio británico, se desarrolló un nuevo sistema educativo organizado con una estructura jerárquico-burocrática que establecía normas fijas en materia de nombramientos y salarios. En esta época, las clases abarcaban desde escuelas primarias hasta instituciones especializadas de educación superior, donde la educación se secularizó. La educación al estilo británico condujo al declive del monopolio de la educación tradicional por parte de los brahmanes y se abrió a un alumnado más diverso. Sin embargo, la casta seguía siendo un factor importante en la educación, y las castas superiores eran las predominantes. Surgió una nueva clase educada de guyaratíes que lideró diversos movimientos literarios y reformistas, así como reformas económicas y políticas. Los británicos buscaban crear esa clase educada de guyaratíes orientada al trabajo, capaz de trabajar en el nuevo marco político-económico y que apoyara activamente el dominio imperial británico. El crecimiento de esta nueva clase educada, así como los factores político-económicos, propiciaron el auge del periodismo local gujarati, cuyos periódicos publicaban opiniones sobre asuntos sociales y políticos. En esta época surgió la literatura gujarati moderna, que anunció la llegada de la prosa y la novela, y los escritores exploraron nuevos temas como la reforma social, el individualismo y el patriotismo, a la vez que continuaban con los temas de la naturaleza y la religión. A pesar de estos cambios en Gujarat, apenas el 5% de la población tenía educación y la mayoría de las obras impresas estaban en inglés.

### Movimiento de Independencia de la India

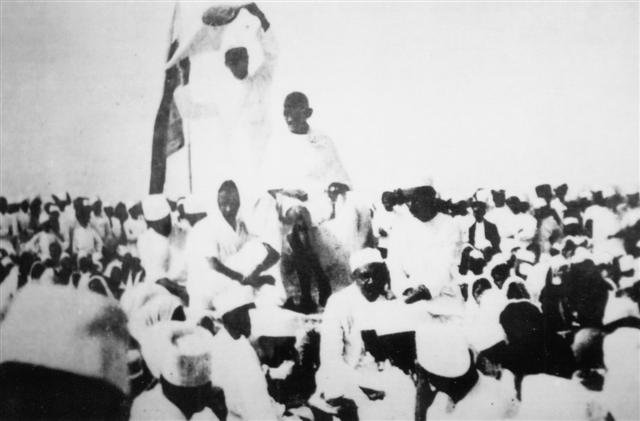
Gandhi en un mitin público durante el Salt Satyagraha

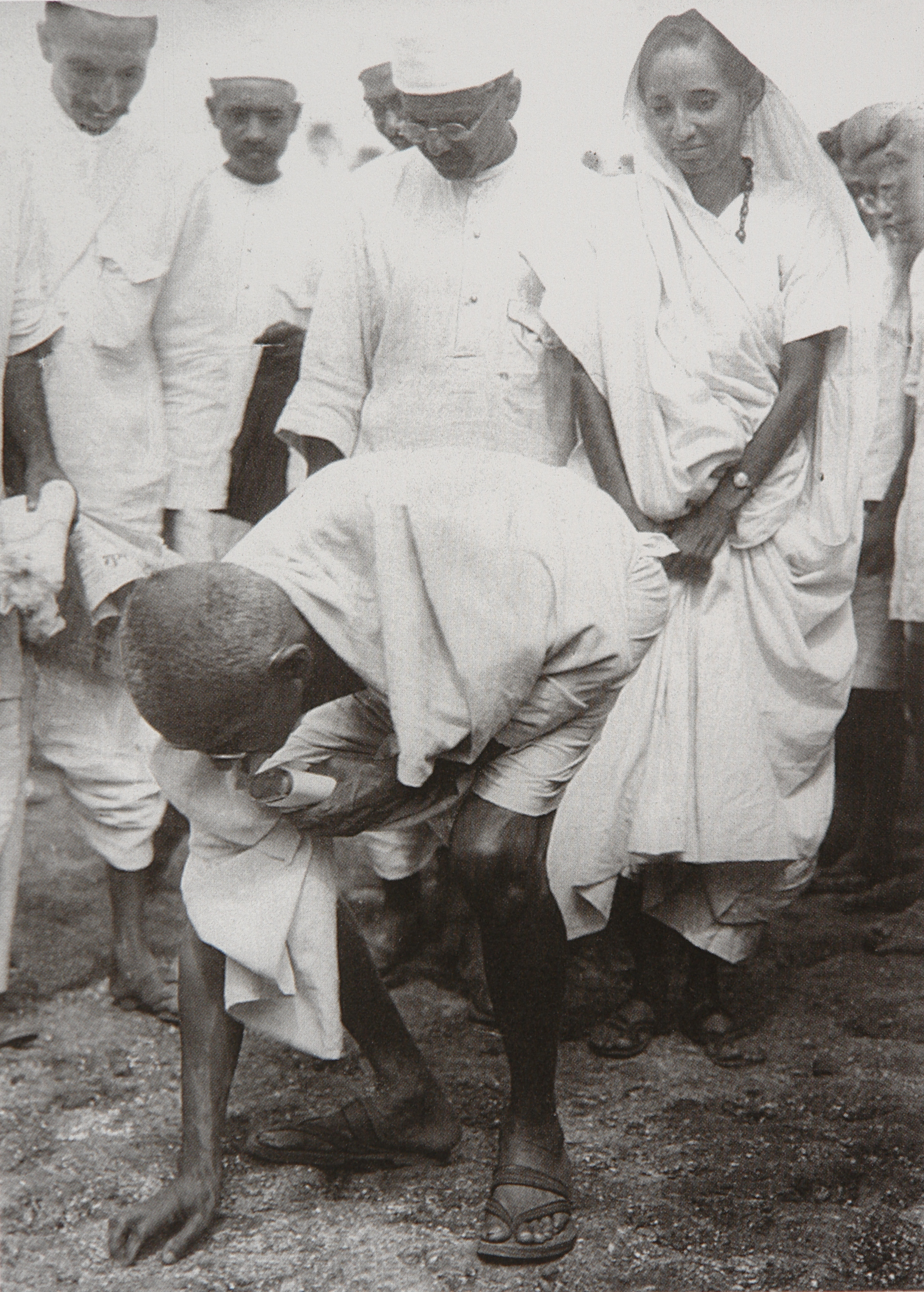
Mahatma Gandhi recogiendo sal en la playa de Dandi, en el sur de Gujarat, al finalizar el Salt satyagraha el 5 de abril de 1930.

Los habitantes de Gujarat fueron los participantes más entusiastas de la lucha de la India por la libertad. Líderes como Mahatma Gandhi, Sardar Vallabhbhai Patel, Morarji Desai, K.M. Munshi, Narhari Parikh, Mahadev Desai, Mohanlal Pandya y Ravi Shankar Vyas provenían de Gujarat. También fue escenario de las revueltas más populares, como las Satyagrahas en Kheda, Bardoli, Borsad y la Salt Satyagraha.

## Post-independencia (1947-presente)

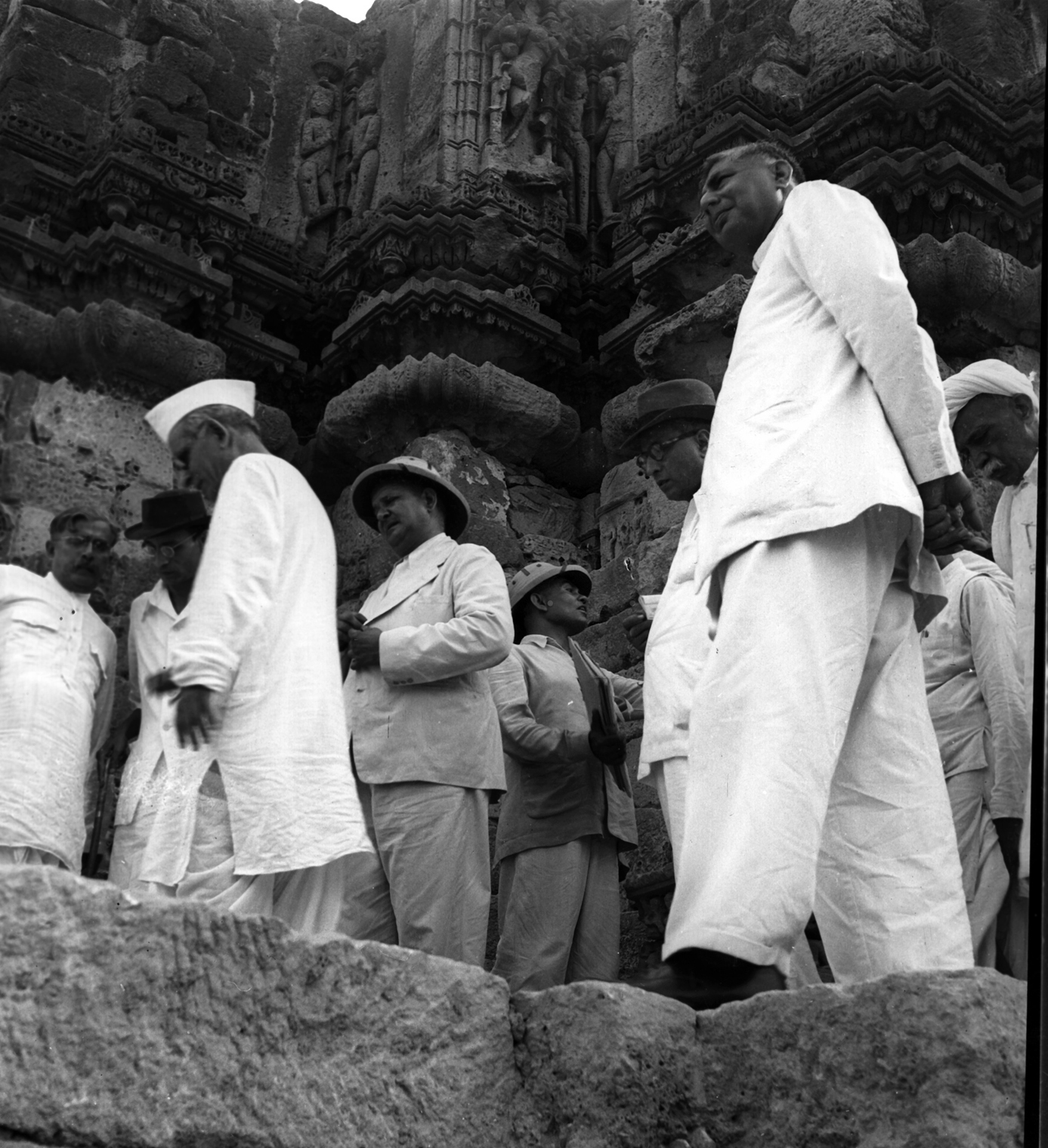
K. M. Munshi con arqueólogos e ingenieros del Gobierno de la India, inspeccionando las ruinas del templo Somnath, c. 1950. El templo, que fue destruido varias veces por invasores, fue reconstruido en 1951.

### 1947-1960
Tras la independencia de la India y la Partición de la India en 1947, el nuevo gobierno indio agrupó los antiguos estados principescos de Gujarat en tres unidades más grandes: Saurashtra, que incluía los antiguos estados principescos de la península de Kathiawar, Kutch, y el estado de Bombay, que incluía los antiguos distritos británicos de la Presidencia de Bombay junto con la mayor parte del estado de Baroda y los demás antiguos estados principescos del este de Gujarat. En 1956, el estado de Bombay se amplió para incluir Kutch, Saurashtra y partes del estado de Hyderabad y de Madhya Pradesh en la India central. El nuevo estado tenía un norte mayoritariamente de habla gujarati y un sur de habla maratí. El Movimiento Mahagujarat, liderado por Indulal Yagnik , exigió la división del estado de Bombay por motivos lingüísticos. El 1 de mayo de 1960, el estado de Bombay se escindió en Gujarat y Maharashtra. La capital de Gujarat era Ahmedabad.
Kutch fue azotada por el terremoto de Anjar de 1956, que destruyó gran parte de la ciudad de Anjar. Gandhidham, Sardarnagar y Kubernagar fueron asentamientos de refugiados establecidos para el reasentamiento de los refugiados hindúes sindhi que llegaban desde Pakistán tras la partición.

### 1960-1973

El Estado de Bombay (1956-1960) y su reorganización.

Los miembros de la asamblea legislativa fueron elegidos de 132 distritos electorales del recién formado estado de Gujarat. El Congreso Nacional Indio (INC, Indian National Congress) ganó la mayoría y Jivraj Narayan Mehta se convirtió en el primer ministro jefe de Gujarat. Sirvió hasta 1963. Balwantrai Mehta lo sucedió. Durante la guerra indo-pakistaní de 1965, Mehta voló en un avión para inspeccionar la frontera de Kutch entre India y Pakistán. El avión fue derribado por la Fuerza Aérea de Pakistán. Mehta murió en el accidente. Hitendra Kanaiyalal Desai lo sucedió y ganó las elecciones a la asamblea. En 1969, el Congreso Nacional Indio se dividió en Congreso (O) encabezado por Morarji Desai y Congreso (I) encabezado por Indira Gandhi. Al mismo tiempo, la organización nacionalista hindú Rashtriya Swayamsevak Sangh (RSS) se había establecido profundamente en Gujarat alrededor de este período. Los disturbios estallaron en Gujarat entre septiembre y octubre de 1969, causando un gran número de víctimas y daños materiales. Desai dimitió en 1971 debido a la escisión del INC y se impuso el gobierno presidencial en Gujarat. Posteriormente, Ghanshyam Oza asumió el cargo de ministro principal cuando el Congreso (I) liderado por Indira Gandhi obtuvo la mayoría parlamentaria tras la guerra indo-pakistaní de 1971. Chimanbhai Patel se opuso a Oza y asumió el cargo de ministro principal en 1972. La capital de Gujarat se trasladó de Ahmedabad a Gandhinagar en 1971, pero la construcción de la Asamblea Legislativa se completó en 1982.

### 1974-2000
Navnirman Andolan, el "movimiento Navnirman", surgió en diciembre de 1973 debido al aumento de precios y a la corrupción en la vida pública. La gente exigió la dimisión del ministro principal Patel. Debido a la presión de las protestas, Indira Gandhi le pidió a Patel que dimitiera. Patel dimitió el 9 de febrero de 1974 y se impuso el mandato presidencial. El gobernador suspendió la asamblea estatal y se impuso el mandato presidencial. Los partidos de oposición intervinieron exigiendo la disolución de la asamblea estatal. El Congreso Nacional Indio tenía 140 de los 167 diputados en la asamblea estatal. Quince diputados del Congress (O) y tres del Jan Sangh también dimitieron. Para marzo, los manifestantes habían conseguido la dimisión de 95 de los 167 diputados. Morarji Desai, líder del Congreso (O), realizó un ayuno indefinido en marzo y la asamblea se disolvió, poniendo fin a la agitación. No se celebraron nuevas elecciones hasta que Morarji Desai realizó una huelga de hambre indefinida en abril de 1975. Las nuevas elecciones se celebraron en junio de 1975. Chimanbhai Patel formó un nuevo partido llamado Kisan Mazdoor Lok Paksh y concurrió por su cuenta. El Congreso perdió las elecciones, que obtuvieron solo 75 escaños. La coalición del Congreso (O), Jan Sangh, PSP y Lok Dal conocida como Janata Morcha obtuvo 88 escaños y Babubhai J. Patel se convirtió en el ministro principal. Indira Gandhi impuso el estado de emergencia en 1975. El gobierno de Janata Morcha duró nueve meses y el mandato del presidente se impuso en marzo de 1976 tras el fracaso de la aprobación del presupuesto en la asamblea ante la oposición de los socios de la coalición. Posteriormente, el Congreso ganó las elecciones en diciembre de 1976 y Madhav Singh Solanki se convirtió en ministro principal (la primera de tres veces, r. 1976-1977). Un año después, Madhav Singh Solanki dimitió y, de nuevo, el Partido Janata, liderado por Babubhai Patel, formó gobierno. Trasladó su gabinete a Morbi durante seis meses durante el desastre de la falla de la presa de Machchhu en 1979, que causó grandes víctimas.
El gobierno de Janata Morcha fue destituido y el gobierno del presidente se impuso en 1980 a pesar de que tenía mayoría. Más tarde, Madhav Singh Solanki lideró el INC, ganó las elecciones en 1980 y formó el gobierno que completó cinco años en el cargo (2.º mandato, r. 1980-1985). Amarsinh Chaudhary lo sucedió en 1985 y dirigió el gobierno hasta 1989. Solanki nuevamente fue el primer ministro (tercer mandato, r. 1989-1990) hasta que el INC perdió en las elecciones de 1990 después de las protestas de la comisión Mandal. Chimanbhai Patel regresó al poder en marzo de 1990 como jefe de un gobierno de coalición Janata Dal – Bharatiya Janata Party. La coalición se rompió solo unos meses después, en octubre de 1990, pero Chimanbhai Patel logró retener la mayoría con el apoyo de 34 legisladores del INC. Más tarde, Patel se unió al INC y continuó hasta su muerte en febrero de 1994. Chhabildas Mehta lo sucedió y continuó hasta marzo de 1995. En 1994, la peste endémica estalló en Surat, lo que provocó 52 muertes.
Tras el ascenso al poder del Partido Bharatiya Janata (BJP, Bharatiya Janata Part), Keshubhai Patel, liderado por el BJP, ganó las elecciones a la Asamblea de 1995. Keshubhai Patel asumió el cargo de ministro principal de Gujarat en marzo, pero dimitió ocho meses después tras la rebelión de su colega Shankersinh Vaghela. El BJP se dividió al fundar el Partido Rashtriya Janata, liderado por Vaghela, quien asumió el cargo de ministro principal con el apoyo del INC. La Asamblea se disolvió en 1998, tras la retirada del INC. El BJP regresó al poder, liderado por Patel, en las elecciones a la Asamblea de 1998, donde Patel volvió a ser ministro principal. En 1998, un severo ciclón tropical azotó el puerto de Kandla y las regiones de Saurashtra y Kutch.

### 2000-presente

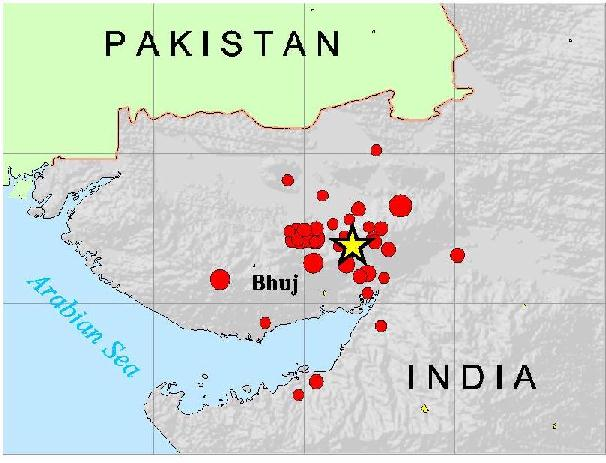
Réplicas del Terremoto de Guyarat de 2001; la estrella amarilla marca el epicentro.

Gujarat sufrió un devastador terremoto el 26 de enero de 2001, que se cobró la asombrosa cifra de 20.000 vidas, dejó heridas a otras 200.000 y afectó gravemente a 40 millones de habitantes. Patel dimitió como ministro principal en octubre de 2001 debido a su precaria salud. Las acusaciones de abuso de poder, corrupción y mala administración, así como la pérdida de escaños del BJP en las elecciones parciales y la mala gestión de las obras de socorro tras el terremoto de Bhuj de 2001, impulsaron a los líderes nacionales del BJP a buscar un nuevo candidato para el cargo de ministro principal. Fue sustituido por Narendra Modi.

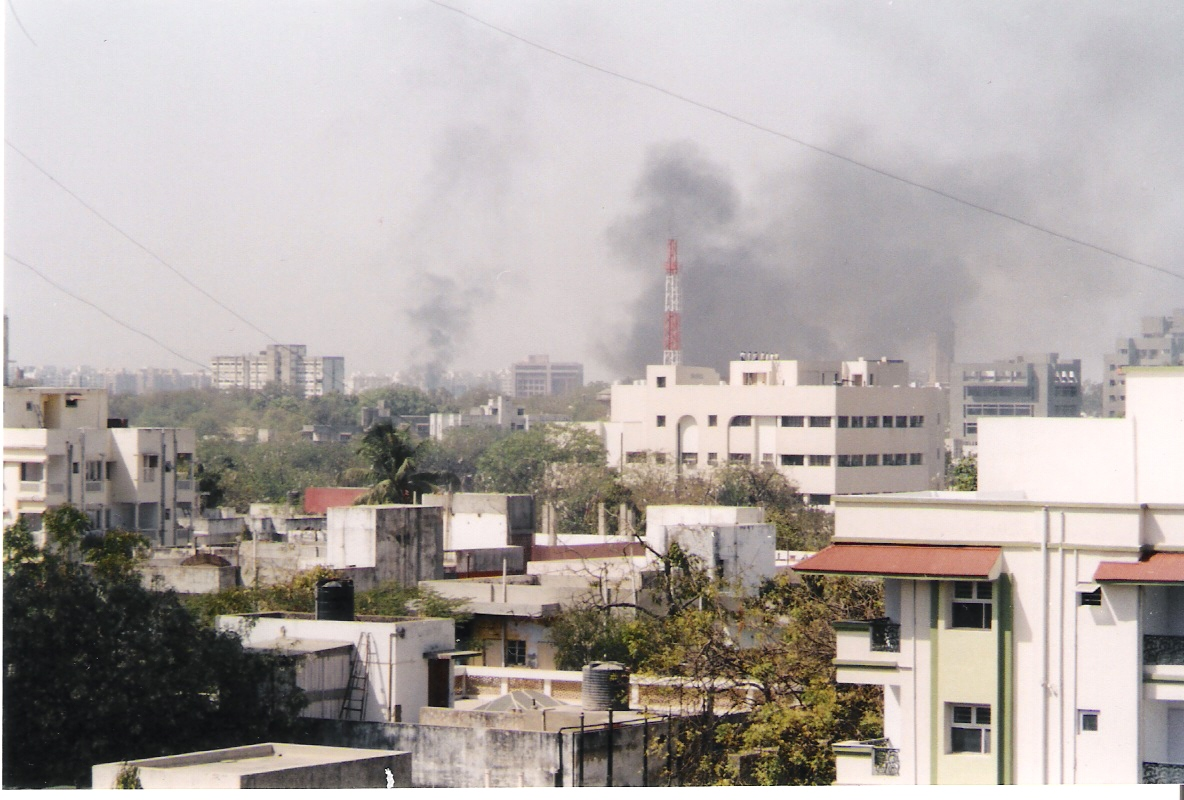
El horizonte de Ahmedabad se llenó de humo mientras las turbas alborotadoras incendiaban edificios durante los disturbios de Gujarat de 2002. Los disturbios provocaron al menos 1.044 muertos, 223 desaparecidos y 2.500 heridos.

Los disturbios de Guyarat de 2002 fueron un período de tres días de violencia intercomunitaria en Gujarat entre hindúes y musulmanes, caracterizado por asesinatos en masa, saqueos, violaciones y destrucción de propiedad, que afectaron a miles de personas, en su mayoría musulmanas. Aunque oficialmente clasificados como disturbios comunalistas, los eventos de 2002 han sido descritos como un pogromo por muchos académicos. Los académicos que estudian los disturbios de 2002 afirman que fueron premeditados y constituyeron una forma de limpieza étnica, y que el gobierno estatal y las fuerzas del orden fueron cómplices de la violencia ocurrida. Sin embargo, el Equipo Especial de Investigación (Special Investigation Team, SIT), designado por la Corte Suprema de la India, rechazó las afirmaciones de que el gobierno estatal no había hecho lo suficiente para prevenir los disturbios.
En septiembre de 2002, se produjo un atentado terrorista contra el complejo del templo Akshardham en Gandhinagar. El BJP, liderado por Modi, ganó las elecciones de diciembre de 2002 con mayoría. En 2005 y 2006, Gujarat se vio afectado por inundaciones. En julio de 2008, una serie de  21 explosiones de bombas azotó Ahmedabad en un lapso de 70 minutos. 56 personas murieron y más de 200 resultaron heridas en el ataque. El brote de hepatitis en Gujarat en 2009 causó 49 muertes. En julio de 2009, más de 130 personas murieron en una tragedia relacionada con el alcohol.
En 2006, Gujarat se convirtió en el primer estado de la India en electrificar todas las aldeas del estado.
Narendra Modi lideró al BJP y mantuvo el poder en las elecciones a la asamblea de 2007 y 2012. Anandiben Patel se convirtió en la primera mujer ministra principal de Gujarat el 22 de mayo de 2014 cuando Modi dejó el cargo tras ganar las elecciones generales de la India de 2014. Fue nombrado como el segundo primer ministro de origen gujarati después de Morarji Desai en mayo de 2014. Las fuertes lluvias de junio y julio de 2015 provocaron inundaciones generalizadas en Saurashtra y el norte de Gujarat, causando más de 150 muertes. La vida silvestre del parque nacional del Bosque de Gir y la zona adyacente también se vio afectada. A partir de julio de 2015, la gente de la comunidad de Patidar realizó manifestaciones en todo el estado en busca del estatus de Otra Clase Atrasada, que se tornaron violentas el 25 de agosto y el 19 de septiembre de 2015 durante un breve período. La agitación continuó y nuevamente se tornó violenta en abril de 2016. A fines de 2016, los dalits protestaron en todo Gujarat en respuesta a un ataque a hombres dalit en Una. Después de fuertes lluvias en julio de 2017, el estado, especialmente el norte de Gujarat, se vio afectado por graves inundaciones que causaron más de 200 muertes. En octubre de 2018, un incidente de violación desencadenó los ataques contra los inmigrantes de habla hindi en Gujarat, lo que provocó el éxodo. En 2019, Vadodara se inundó mientras que hubo un incendio en un complejo comercial en Surat que causó la muerte de 22 niños. Durante la pandemia de COVID-19, se reportaron más de 100.000 casos y 3100 muertes en Gujarat entre marzo y septiembre de 2020. En 2020, las explosiones industriales en Dahej y Ahmedabad provocaron cinco y doce muertes respectivamente.
El Estadio Narendra Modi de Motera se convirtió en el estadio más grande del mundo luego de su renovación en 2021.